# Ringo Starr

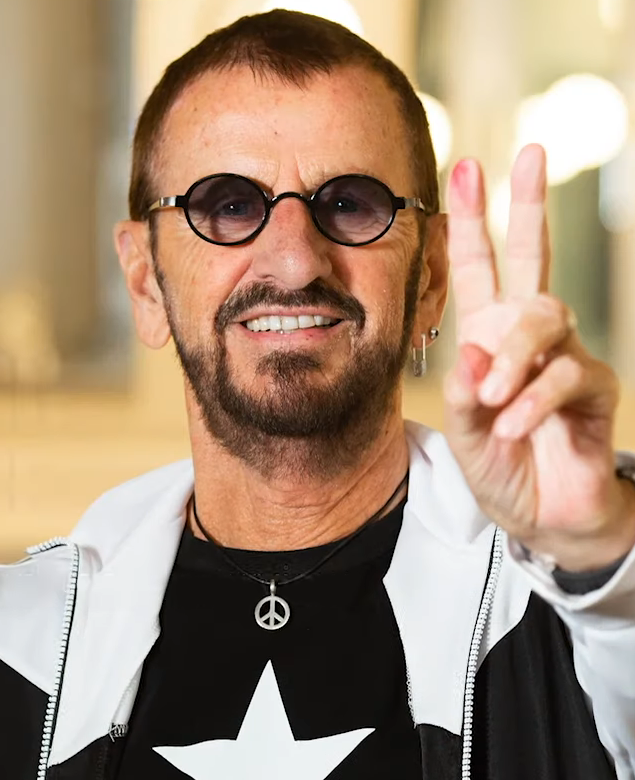
Ringo Starr, das für ihn typische und oft mit den Worten „Peace and love“ kommentierte Peace-Zeichen zeigend, 2019

Ringo Starr (* 7. Juli 1940 in Liverpool, bürgerlich Sir Richard Starkey, MBE) ist ein britischer Musiker, Songschreiber und Schauspieler. Er wurde als Schlagzeuger der Band The Beatles bekannt, der er von 1962 bis zu ihrer Auflösung im Jahr 1970 angehörte.

## Leben

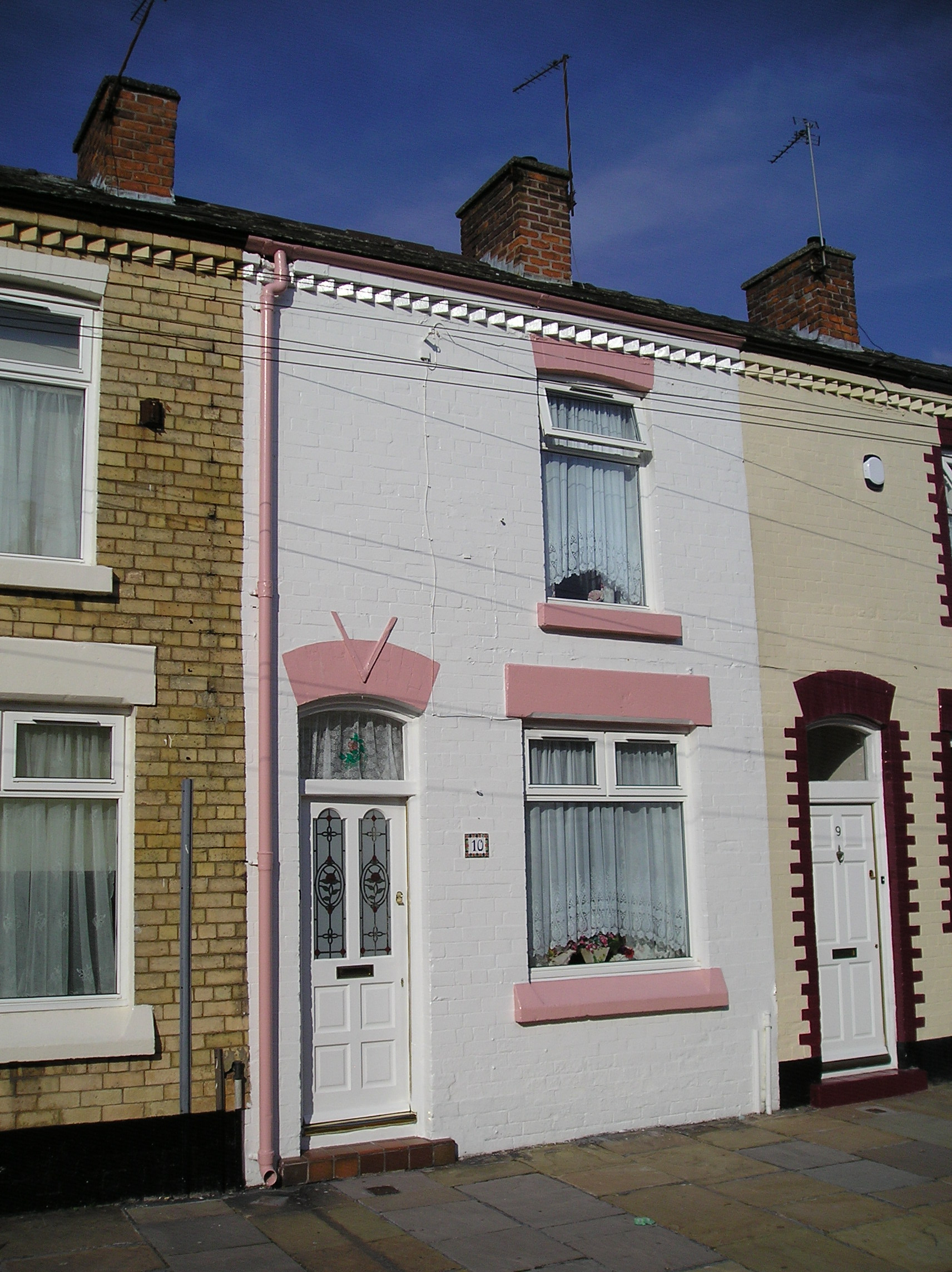
In Liverpool, 10 Admiral Grove, lebte Ringo Starr von 1943 bis 1963

### Herkunft und Jugend
Richard Starkey wurde 1940 in Liverpool geboren und wuchs im Arbeiterviertel Dingle auf. Seine Eltern, Elsie und Richard Henry Parkin Starkey, ließen sich 1944 scheiden. Fortan lebte Richard mit seiner Mutter in einem kleinen Reihenhaus im Stadtteil Toxteth. Als Kind war er häufig krank.
Bevor er sich den Beatles anschloss, war er von 1959 bis 1962 Schlagzeuger in der Liverpooler Band Rory Storm & the Hurricanes. Da die Bands einander sowohl in Liverpool als auch bei ihren Auftritten in Hamburg oft ablösten und untereinander aushalfen, hatte Starr bereits in dieser Zeit engen Kontakt zu John Lennon, Paul McCartney und George Harrison. 1960 nahmen die vier in Hamburg eine Coverversion von Summertime auf.

### Die Zeit bei den Beatles

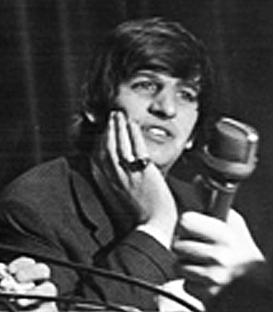
Ringo Starr, 1964

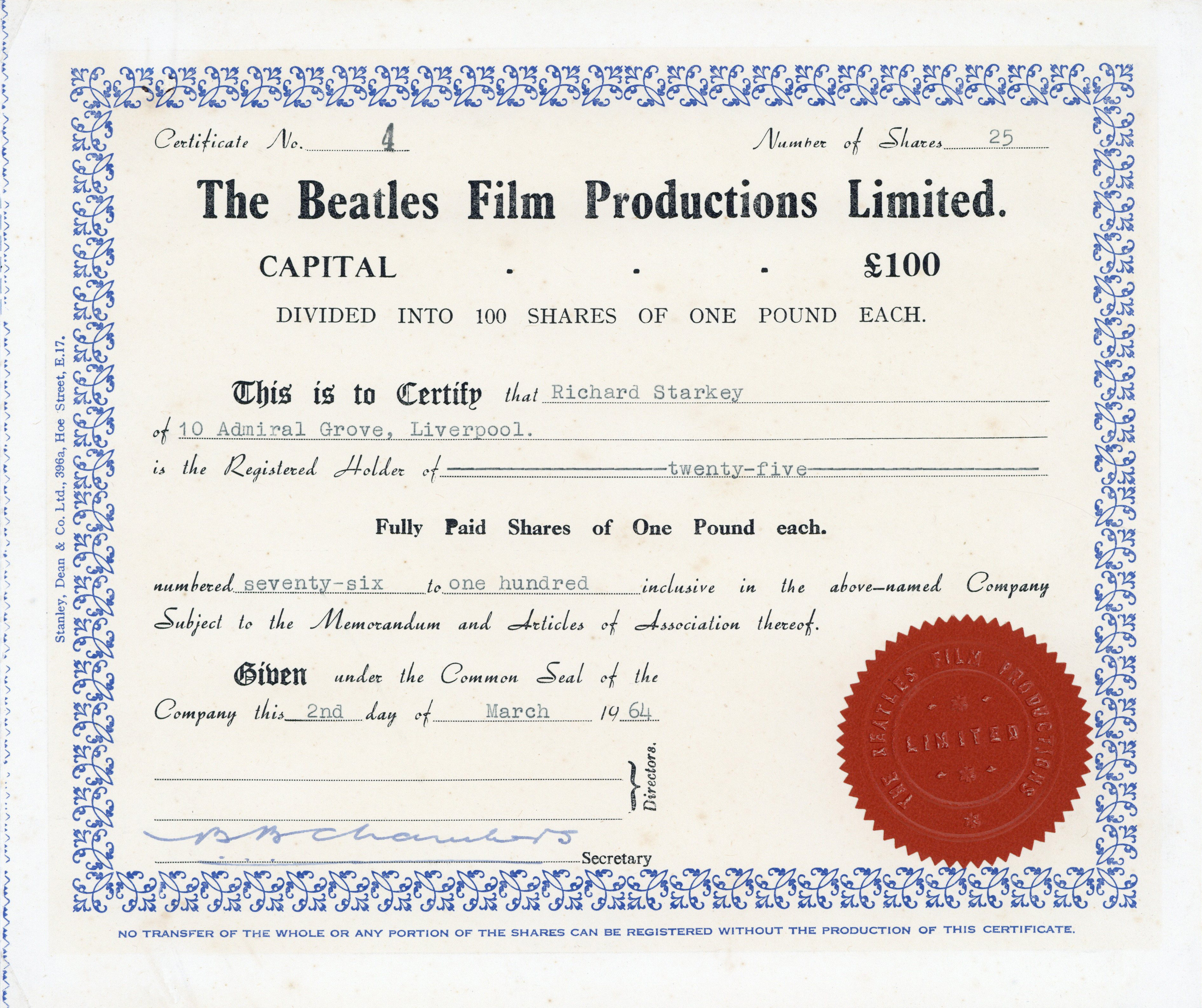
Aktie über 25 Anteile der Beatles Film Production Limited zu je 1 £, ausgegeben am 2. März 1964, eingetragen auf Ringo Starr. Die am 25. Februar 1964 mit Brian Epstein als Geschäftsführer gegründete Gesellschaft wurde am 12. Januar 1968 umbenannt in Apple Film Production Limited.

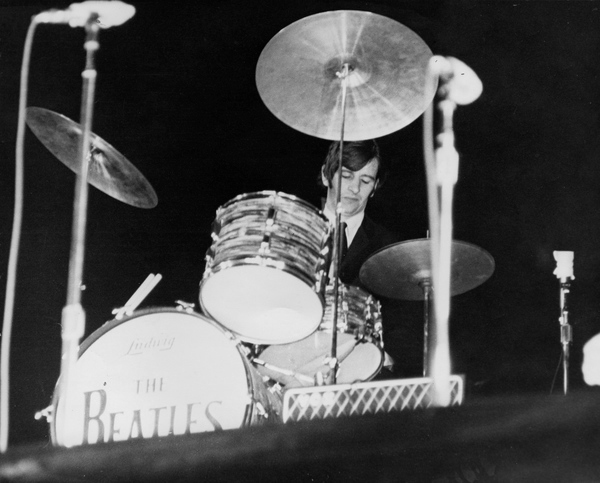
Ringo Starr, 1964

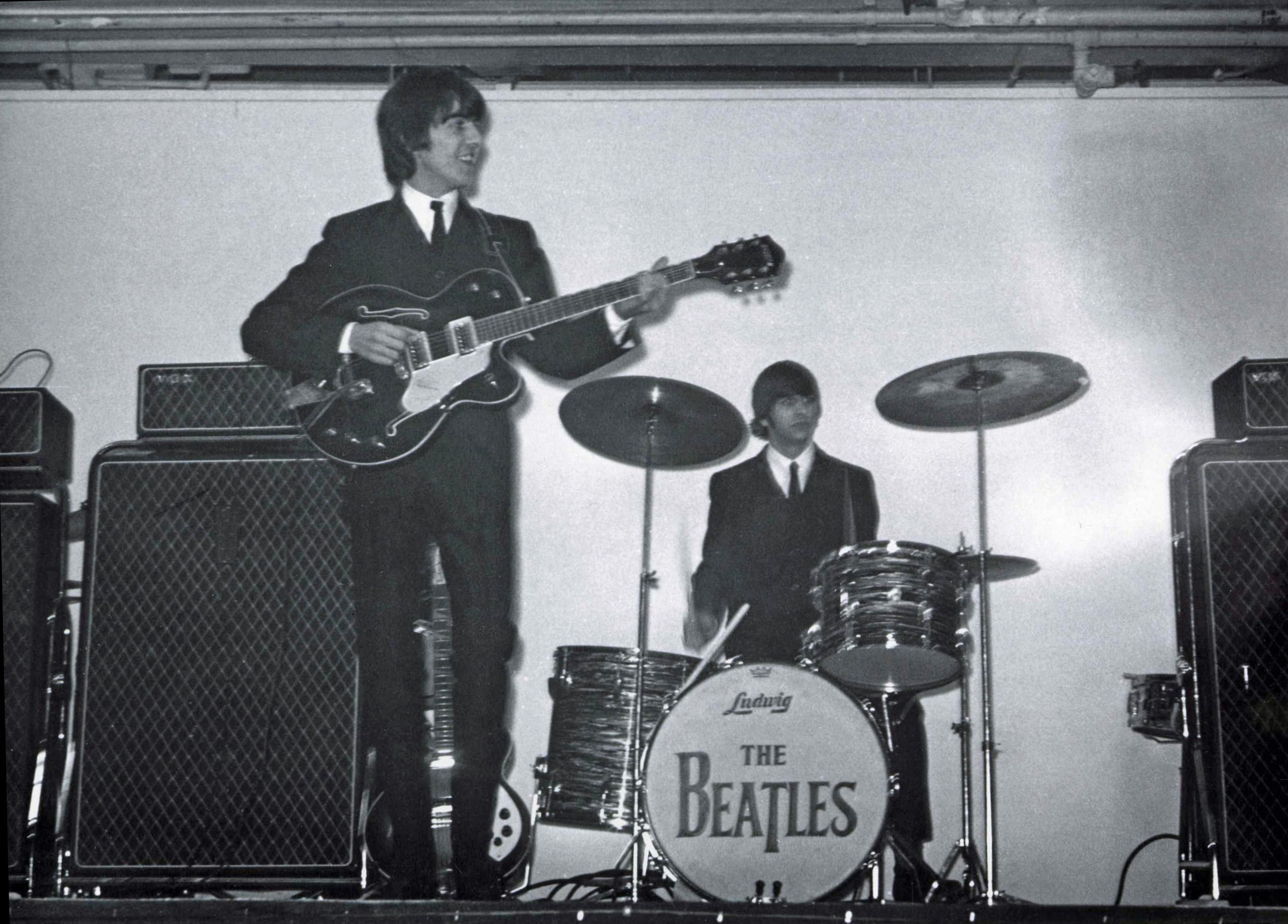
George Harrison (links), im Hintergrund Ringo Starr, 1964

Am 18. August 1961 vertrat Ringo Starr den erkrankten Beatles-Schlagzeuger Pete Best bei einem Konzert im Cavern Club in Liverpool. Am 5. Februar 1962 trat er erneut für den erkrankten Best als Ersatzmann mit den Beatles auf, zunächst wieder im Cavern Club und später am Abend im Kingsway Club in Southport.
Als die Beatles im August 1962 ihren Plattenvertrag erhielten und einen neuen Schlagzeuger benötigten, da George Martin Best als spielerisch zu schwach einschätzte, holten sie Starr am 18. August 1962 fest in die Band. Trotzdem wurde Starr auf Martins Wunsch während der zweiten Aufnahmesession in den Abbey Road Studios durch den Schlagzeuger Andy White ersetzt, mit dem ebenfalls das Lied Love Me Do eingespielt wurde, das bereits in der ersten Aufnahmesession im September 1962 mit Starr als Schlagzeuger aufgenommen worden war. Für die Single Love Me Do, die im Oktober 1962 erschien, wurde eine Aufnahme mit Starr verwendet. Auf dem Album Please Please Me von 1963 erschien hingegen eine Version mit Andy White am Schlagzeug.
Von allen Beatles-Mitgliedern schrieb er die wenigsten Songs. Seine Eigenkompositionen sind Don’t Pass Me By auf The Beatles (1968) und Octopus’s Garden auf Abbey Road (1969). Außerdem war er an den Titeln What Goes On, Flying und Dig It kompositorisch beteiligt. Im Allgemeinen sang er, abgesehen von den Alben A Hard Day’s Night, Magical Mystery Tour und Let It Be, mindestens ein Lied auf jedem Studioalbum. Auf Please Please Me (1963): Boys, auf With the Beatles (1963): I Wanna Be Your Man, auf der EP Long Tall Sally (1964): Matchbox, auf Beatles for Sale (1964): Honey Don’t, auf Help! (1965): Act Naturally, auf Rubber Soul (1965): What Goes On, auf Revolver (1966): Yellow Submarine, auf Sgt. Pepper’s Lonely Hearts Club Band (1967): With a Little Help from My Friends und auf The Beatles (1968): Good Night.
McCartney schrieb 2021 „Wir haben pro Album immer auch einen Song für Ringo geschrieben, weil er bei den Fans sehr beliebt war“. In den Fällen, bei denen Lennon und McCartney die Liedtexte und Melodie extra für Ringo Starr schrieben – wie bei I Wanna Be Your Man, Yellow Submarine, With a Little Help from My Friends oder Good Night –, waren die Melodien häufig eingeschränkt, um den Tonumfang von Starrs Stimme nicht zu überschreiten. So ist With a Little Help from My Friends weitgehend innerhalb von fünf Tönen zu singen. Weitere Songs, bei denen Starr gesungen oder mitgeschrieben hat, erschienen erst 1995 und 1996 auf den Alben der Anthology-Serie: If You’ve Got Trouble (Gesang), 12-Bar Original (Mitkomposition) und Los Paranoias (Mitkomposition).

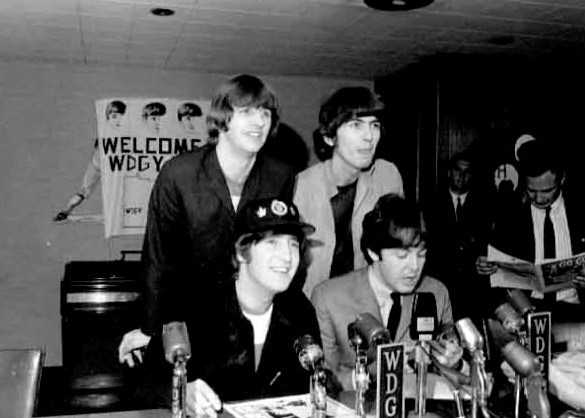
Die Beatles, 1965

Wenn Starr sich an Textideen und Titeln von Lennon und McCartney beteiligte, geschah das oft unfreiwillig. Eines der bekanntesten Beispiele ist der Titel des ersten Films der Beatles, A Hard Day’s Night. Starr war nach einem langen Tag voller Arbeit aus dem Studio gekommen und meinte zu den anderen, es sei “a hard day …” (ein harter Tag …) – bevor er jedoch den Satz beendete, bemerkte er, dass es bereits Abend war, und fügte “…’s night” (Abend) hinzu. Lennon und McCartney mochten den verdrehten Satz so sehr, dass sie sich entschieden, ihn für den noch unbenannten Film zu verwenden. Ein anderes Beispiel ist der Titel zur Lennon-Komposition Tomorrow Never Knows.

“The truth of this kind of question depends on where you’re looking: on the surface or below the surface. On the surface, Ringo was just some drummer. But there was a hell of a lot more to him than that. For instance, there wouldn’t have been A Hard Day’s Night without him. He had this kind of thing where he moved phrases around. […] Another of his was Tomorrow never knows. He used to say, ‘Well, tomorrow never knows’. And he’d say it for real.”

„Die Wahrheit bei dieser Art von Frage hängt davon ab, was man betrachtet: die Oberfläche oder das, was darunter liegt. Oberflächlich betrachtet war Ringo einfach irgendein Schlagzeuger, aber er war verdammt viel mehr als das. Beispielsweise gäbe es ohne ihn kein A Hard Day’s Night. Er hatte diese Angewohnheit, Redewendungen zu verdrehen. […] Eine weitere [Redewendung] von ihm war Tomorrow never knows. Er sagte regelmäßig: ‘Well, tomorrow never knows’. Das sagte er tatsächlich.“

Starrs Schlagzeugstil prägte das Klangbild der Band entscheidend mit. Waren die frühen Lieder der Beatles noch vom Backbeat geprägt, wurde ab 1965 der Rhythmus immer anspruchsvoller. Das wird bereits bei der ersten Single dieses Jahres (Ticket to Ride) deutlich. Bis heute nennen viele berühmte Schlagzeuger Starr als einen ihrer Haupteinflüsse, wie zum Beispiel Max Weinberg von der E Street Band, der sich in seinem Buch The Big Beat 1984 wie folgt äußerte:

“D. J. Fontana had introduced me to the power of the big beat. Ringo convinced me just how powerful that rhythm could be. Ringo’s beat was heard around the world and he drew the spotlight toward rock and roll drummer. From his matched grip style to his pioneering use of staggered tom tom fills, his influence in rock drumming was as important and wide spread as Gene Krupa’s had been in jazz.”

„D. J. Fontana hatte mich mit der Kraft des „big beat“ vertraut gemacht. Ringo überzeugte mich davon, wie kraftvoll dieser Rhythmus sein konnte. Ringos Trommelschlag wurde auf der ganzen Welt vernommen und er holte den Rock-and-Roll-Schlagzeuger in den Mittelpunkt des Interesses. Von seiner angepassten Grifftechnik bis zu seinem bahnbrechenden Einsatz von gestaffelten Tomtom-Fills. Sein Einfluss auf das Schlagzeugspiel in der Rockmusik war so wichtig und weitreichend wie der von Gene Krupa im Jazz.“

Phil Collins meinte 1992 in einem Interview für die Fernsehdokumentation The Making of Sgt. Pepper:

“I think he’s vastly underrated. The drum fills on A Day in the Life are very complex things. You could take a great drummer today and say, ‘I want it like that’. They wouldn’t know what to do.”

„Ich glaube, dass er [Ringo] enorm unterschätzt wird. Die Schlagzeug-Fills von A Day In The Life sind ausgesprochen komplex. Man könnte einen großen Schlagzeuger von heute nehmen und ihm sagen: ‚Ich möchte, dass es so klingt‘. Sie würden nicht wissen, was sie tun sollen.“

Ein anderes Beispiel seines sehr eigenwilligen und schwer imitierbaren Schlagzeugspiels ist bei Come Together zu hören, ein drittes Beispiel ist Strawberry Fields Forever mit seinen komplizierten Einsätzen. Das einzige Schlagzeugsolo, das Starr bei den Beatles (dazu überredet von George Martin) spielte, war ein 13-taktiges im Lied The End aus dem Jahr 1969.
Der langjährige Beatles-Produzent George Martin, der bei der ersten Aufnahmesession 1962 noch an Richard Starkeys Fähigkeiten gezweifelt hatte, lobte diesen 1994 in seinem Buch Summer of Love:

“Ringo always got and still gets a unique sound out of his drums, a sound as distinctive as his voice. […] Ringo gets a looser deeper sound out of his drums that is unique. […] This detailed attention to the tone of his drums is one of the reasons for Ringo’s brilliance. Another is that although Ringo does not keep time with a metronome accuracy, he has unrivaled feel for a song. If his timing fluctuates, it invariably does so in the right place at the right time, keep the right atmosphere going on the track and give it a rock solid foundation. This held true for every single Beatles number Richie played. […] Ringo was also a great tom tom player.”

„Ringo schaffte und schafft es stets, seinem Schlagzeug einen einzigartigen Klang zu entlocken, einen Klang, der so unverwechselbar ist wie seine Stimme. […] Ringo kann auf seinen Trommeln einen so lockeren, tiefen Klang erzeugen, der einzigartig ist. […] Diese genaue Beachtung der Klangfarbe seiner Trommeln ist ein Grund für Ringos Brillanz. Ein weiterer ist, dass, obwohl Ringo das Tempo nicht so exakt wie ein Metronom hält, er ein unerreichtes Gefühl für ein Lied hat. Wenn sein Tempo schwankt, dann ausnahmslos an der richtigen Stelle, zur richtigen Zeit, dabei dafür sorgend, dass der Titel die passende Stimmung und ein felsenfestes Fundament erhält. Das gilt für jede einzelne Beatles-Nummer, die Richie [Geburtsname Richard] spielte. […] Ringo war außerdem ein großartiger Tomtom-Spieler.“

Mark Lewisohn, der bei seinen Recherchen die Gelegenheit hatte, sich sämtliche Aufnahmen der Beatles in den Archiven der EMI anzuhören, stellte fest:

“It is true that on only a handful of occasions during all of the several hundred session tapes and thousands of recording hours can Ringo be heard to have made a mistake or wavered in his beat. His work was remarkably consistent and excellent, from 1962 right through 1970.”

„Es stimmt, dass auf den Hunderten von Aufnahmebändern und bei den Tausenden von Aufnahmestunden nur eine Handvoll von Vorkommnissen zu hören ist, bei denen Ringo sich verspielt oder den Takt verloren hat. Seine Arbeit war bemerkenswert beständig und hervorragend, durchgängig von 1962 bis 1970.“

Lennon, McCartney und Harrison behaupteten stets, Starr sei einer der besten Rock-’n’-Roll-Schlagzeuger der Welt.

“Ringo is a damn good drummer. He is not technically good, but I think Ringo’s drumming is underrated the same way Paul’s bass playing is underrated. […] I think Paul and Ringo stand up with any of the rock musicians.”

„Ringo ist ein verdammt guter Schlagzeuger. Er verfügt nicht über die beste Technik, aber ich finde, sein Schlagzeugspiel wird genauso unterschätzt wie das Bassspiel von Paul [McCartney].“

“Ringo could be the best rock ’n’ roll drummer – or at least one of the best rock and roll drummers […] He does fills which crack up people like Jim Keltner. He’s just amazed because Ringo starts them in the wrong place and all of that, but that is brilliance, that’s pure feel.”

„Ringo ist vielleicht der beste Rock-’n’-Roll-Schlagzeuger – oder zumindest einer der besten Rock-’n’-Roll-Schlagzeuger. […] Er spielt Fills, die Leute wie Jim Keltner verblüffen. Er [Keltner] ist erstaunt, weil Ringo die Fills an der eigentlich falschen Stelle beginnt und all das, aber das ist das Großartige, das ist echtes Einfühlen.“

Bei drei Liedern der Beatles spielte McCartney das Schlagzeug. Zum einen als Starr 1968 im Streit zwei Wochen lang die Aufnahmen zum sogenannten Weißen Album verlassen hatte (Back in the USSR und Dear Prudence). Zum anderen bei den Aufnahmen zu The Ballad of John and Yoko, an denen außer McCartney nur Lennon beteiligt war. Darüber hinaus wurde Starr im Sommer 1964 wegen einer Mandelentzündung bei einigen Konzerten von Jimmie Nicol ersetzt.

### Solokarriere

#### 1970–1976: Erfolgreiche Solokarriere
Bereits vor der endgültigen Auflösung der Beatles arbeitete Starr zwischen Oktober 1969 und März 1970 an seinem ersten Soloprojekt Sentimental Journey, bei dem er mehrere alte Standards der 1930er und 1940er Jahre einspielte. Der Produzent des Albums war George Martin, der zahlreiche Freunde als Arrangeure gewinnen konnte, darunter Paul McCartney, Klaus Voormann sowie prominente Arrangeure wie Quincy Jones oder Elmer Bernstein. Das Album erschien im März 1970 und erreichte die Top Ten der britischen Charts.
Starr verfolgte parallel auch eine Filmkarriere; so wirkte er schon 1968 bei dem Spielfilm Candy mit, es folgte im folgenden Jahr The Magic Christian mit Peter Sellers. 1971 spielte Starr eine Nebenrolle in dem Frank-Zappa-Film 200 Motels und in dem Western Blindman.
Er hatte während der Aufnahmen zu Harrisons Studioalbum All Things Must Pass, an dem er als Schlagzeuger mitwirkte, den Pedal-Steel-Gitarristen Pete Drake kennengelernt, der dann der Produzent seines nächsten Albums Beaucoups of Blues wurde, das im September 1970 folgte und ein Ausflug in die Country-Musik wurde. Das Album sowie die gleichnamige Single blieben kommerziell erfolglos.
In den 1970er Jahren wirkte er bei diversen Alben und Singles von Harrison (All Things Must Pass [1970], Living in the Material World [1973] und Dark Horse [1974]) und Lennon (John Lennon/Plastic Ono Band [1970] und den Singles Cold Turkey [1969], God Save Us [1971]) mit.
Der Durchbruch als Solointerpret gelang ihm im April 1971 mit seiner ersten Rock-Pop-Single It Don’t Come Easy / Early 1970. Beide Lieder sind Eigenkompositionen. Die Schallplatte erreichte sowohl in den USA als auch in Großbritannien und in Deutschland die vorderen Plätze in den Charts. It Don’t Come Easy wurde von George Harrison produziert. An der Gitarre war Stephen Stills zu hören, auf dessen gleichnamigem Debütalbum Starr 1970 Schlagzeug gespielt hatte. Starr wirkte auch am 1. August 1971 beim Konzert für Bangladesch mit, bei dem er Schlagzeug spielte und das Lied It Don’t Come Easy sang.
1972 freundete er sich mit Marc Bolan an, der zu dieser Zeit mit seiner Gruppe T. Rex erfolgreich war. Starr kümmerte sich damals um Apple Films. Im Film Born to Boogie wirkten außer Bolan & T. Rex auch Elton John und Starr selbst mit. Der Film besteht in der Hauptsache aus einem am 18. März 1972 im Londoner Empire Pool aufgezeichneten Konzert vor 10.000 Fans. Aber auch zahlreiche Sketche sind enthalten. Im März 1972 erschien Starrs zweite erfolgreiche Single mit zwei Eigenkompositionen, dem von Bolan inspirierten Back Off Boogaloo und dem von Klaus Voormann produzierten Lied Blindman (das im Film nicht zu hören ist). Produziert wurde Back Off Boogaloo wiederum von George Harrison. Im November 1972 wurde das Album Tommy – As Performed by the London Symphony Orchestra & Chamber Choir with The Who and Various Artists veröffentlicht, bei dem Starr als Uncle Ernie die Lieder Fiddle About und Tommy’s Holiday Camp sang.
Seine Single Photograph erreichte 1973 Platz eins der Billboard Hot 100, die er gemeinsam mit Harrison verfasst hatte. Hierbei handelte es sich um eine Auskopplung aus seinem dritten Soloalbum Ringo, das im November 1973 erschien. Auch die zweite Singleauskopplung des Albums, You’re Sixteen, erreichte in den USA Platz eins und Oh My My Platz fünf der dortigen Charts. Starr konnte somit mit seinen drei Singleauskopplungen aus einem Album in den USA drei Top-Fünf-Single-Hits vorweisen, davon zwei Nummer-eins-Hits. Diesen Charterfolg konnten weder Lennon noch McCartney oder Harrison erreichen.
Es war ihm gelungen, alle Beatles-Mitglieder zur Mitwirkung an diesem Album zu bewegen. Lennon überließ ihm seine Komposition I’m the Greatest. Bei der Aufnahme des Liedes am 13. März 1973 spielte Lennon Klavier und übernahm den Hintergrundgesang, Harrison spielte Gitarre, Starr sang und spielte Schlagzeug. Den Bass spielte Voormann, die Orgel Billy Preston. McCartney überließ Starr seine Komposition Six O’Clock, bei der er auch musikalisch mitwirkte. Seit dieser Zeit veröffentlichte Starr in Abständen Alben mit einer großen Zahl von befreundeten Gastmusikern. Allerdings wurde kein weiteres Album kommerziell so erfolgreich wie Ringo.

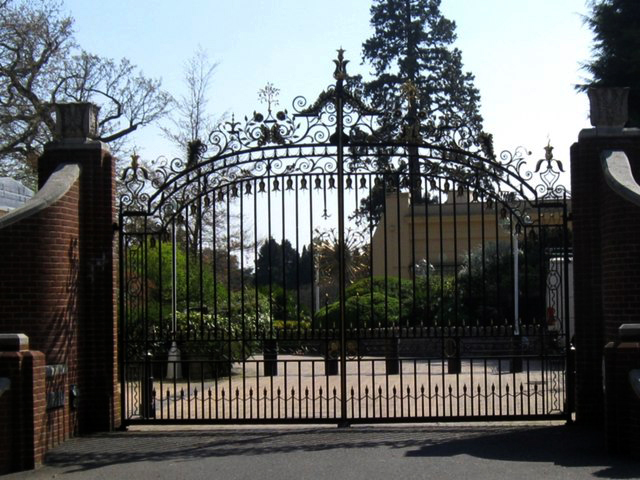
Eingangstor von Tittenhurst Park

1973 kaufte er Lennons 29 Hektar umfassendes Anwesen Tittenhurst Park, das er 1988 an Scheich Zayid bin Sultan Al Nahyan weiterveräußerte. Neben den Musikproduktionen arbeitete Starr weiter an seiner Filmkarriere, so erschien 1973 That’ll be the Day mit David Essex und 1974 Son of Dracula, bei dem er auch am Soundtrack mitwirkte.
Im November 1974 wurde Goodnight Vienna veröffentlicht, dessen Titellied Lennon geschrieben hatte; Lennon wirkte insgesamt bei drei Liedern mit. Zwei Singles des Albums kamen in die Top 10 der Billboard-Charts. Die vorab veröffentlichte Coverversion des Platters-Hits aus den 1950er Jahren Only You (And You Alone), schaffte es bis auf Platz sechs, die Single The No No Song erreichte Platz drei. Die dritte Auskopplung (It’s All Down to) Goodnight Vienna war weniger erfolgreich und kam über Platz 31 nicht hinaus. Als Produzent war wie beim Vorgängeralbum Richard Perry tätig. Im März 1975 wurde das Album Two Sides of the Moon von Keith Moon veröffentlicht, das die Duette Solid Gold und Together von Ringo Starr und Keith Moon enthielt. Im Juli 1975 wurde Starrs Ehe mit Maureen Starkey geschieden. Im selben Jahr kam der Film Lisztomania in die Kinos, bei dem Starr in einer Nebenrolle mitwirkte.

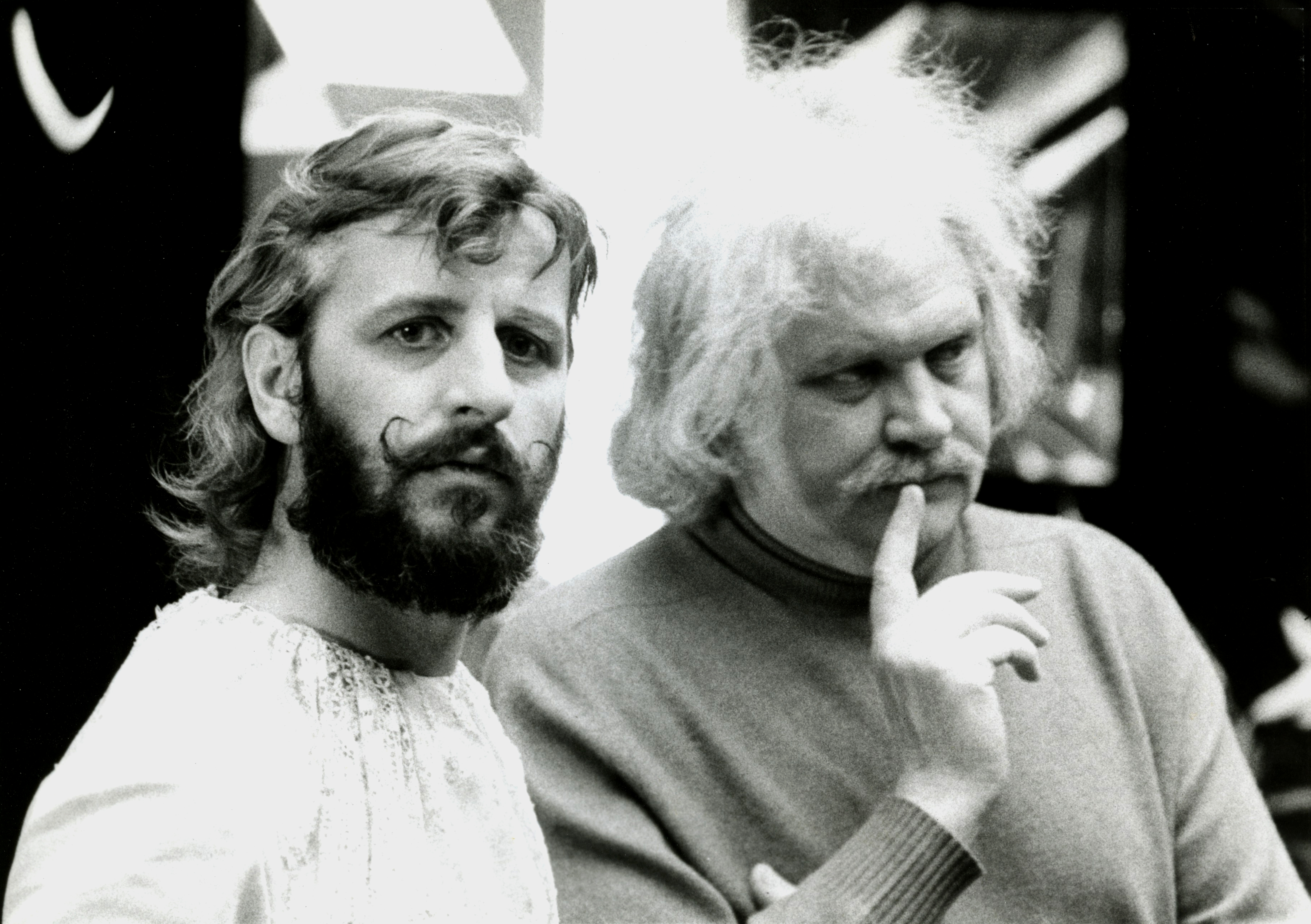
Ringo Starr und der Regisseur Ken Russell bei den Filmaufnahmen zu Lisztomania, 1975

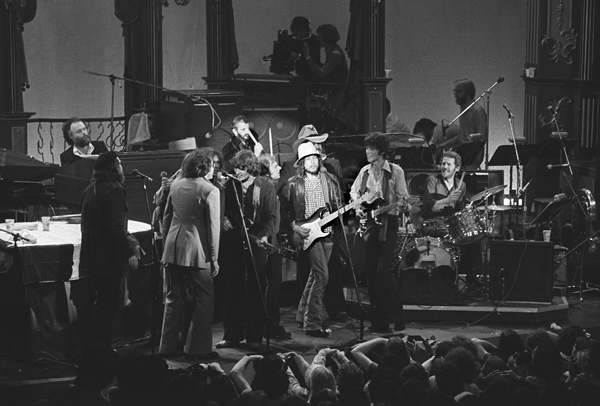
Ringo Starr spielt im Film The Last Waltz Schlagzeug

Im Dezember 1975 erschien das Greatest-Hits-Album Blast from Your Past, das alle sieben US-Top-Ten-Hits beziehungsweise vier Top-Ten-Hits aus Großbritannien beinhaltet. Da der Vertrag mit Apple und EMI endete, wechselte Starr die Schallplattenfirma und unterschrieb im März 1976 bei Atlantic Records. Anfang 1976 nahm Ringo Starr mit Guthrie Thomas noch seine Eigenkomposition Band of Steel als Duett auf, die auf dem Album Lies and Alibies von Thomas zu hören war. Im September 1976 erschien Starrs erste Veröffentlichung für Atlantic Records: die Vorabauskopplung A Dose of Rock ’n’ Roll aus Starrs neuem Album, das in den US-amerikanischen Charts Platz 26 erreichte.
Das Album mit dem Titel Ringo’s Rotogravure kam eine Woche später auf den Markt. Das Label und der Produzent – am Mischpult war dieses Mal Arif Mardin verantwortlich – waren neu, das „Rezept“ des Albums allerdings ein altes. Wie bei Starrs Erfolgsalbum Ringo gelang es, seine ehemaligen Band-Kollegen zur Mitarbeit zu bewegen. Lennon, McCartney und Harrison steuerten jeweils eine Komposition bei, außerdem schrieb Eric Clapton ein Stück für das Album. Wie bei Ringo komplettierte die Coverversion eines erfolgreichen Titels von Bruce Channel aus den 1960er Jahren – die zweite, noch erfolglosere Singleauskopplung Hey Baby (Platz 74 der US-amerikanischen Charts) – die Zusammenstellung der Titel des Albums. Die beste Platzierung des Albums in den USA war Platz 28, in Großbritannien und Deutschland erreichte es die Charts nicht.

#### 1977–1988: Künstlerischer Stillstand
Die mäßigen Erfolgszahlen des Vorgängeralbums Ringo’s Rotogravure mögen ein Grund des musikalischen Stils des Albums, Ringo the 4th, im September 1977 veröffentlicht, gewesen sein, das wie eine Mischung aus Disco und Pop der 1970er Jahre klingt. Produzent war wieder Arif Mardin. Im Gegensatz zu früheren Alben verzichtete Starr auf die Hilfe prominenter Komponisten und schrieb stattdessen sechs der zehn Titel des Albums selbst in Zusammenarbeit mit dem US-amerikanischen Musiker Vini Poncia. Das Album verkaufte sich schlecht und erreichte in den USA Platz 162 der Hitparade, in Großbritannien und Deutschland verfehlte es wie der Vorgänger den Einzug in die Hitlisten. Die beiden Singleauskopplungen des Albums Drowning in the Sea of Love und Wings kamen nicht in die Charts. Im Dezember 1977 erschien der Soundtrack zum Kinderhörspiel mit Musik Scouse the Mouse, in dem er die Titelrolle der Maus sprach und sang. 1978 übernahm Starr eine Nebenrolle in dem Spielfilm Sextette.
Nach zwei Misserfolgen trennte sich Atlantic von Starr, der ein neues Label suchte und es bei Portrait Records, damals ein Unterlabel von CBS Records, fand. Dort erschien im April 1978 sein Album Bad Boy. Um das Album zu vermarkten, wurde ein Musical-Film mit dem Titel Ringo zur Ausstrahlung im US-amerikanischen Fernsehen produziert. Der Film war von Mark Twains Der Prinz und der Bettelknabe inspiriert und erzählte die Geschichte eines reichen Pop-Stars (Ringo Starr), der den Erfolgsdruck nicht mehr aushält und den Platz mit einem armen Burschen namens Ognir Rrats tauscht. Seinen amerikanischen Zwilling Ognir Rrats spielte der gleichaltrige Hank Jones. Trotz namhafter Schauspieler wie Carrie Fisher, Vincent Price und John Ritter sowie der Mitwirkung George Harrisons in der Funktion des Erzählers war die Sendung kein Erfolg und eine positive Werbewirkung für das Album blieb aus. Bad Boy war musikalisch ausgereifter als sein Vorgänger, fiel aber bei Kritikern und Käufern durch und kam in den US-Charts auf Platz 129. Die beiden Singleauskopplungen des Albums Lipstick Traces (on a Cigarette) und Heart on My Sleeve verfehlten den Einzug in die Charts.

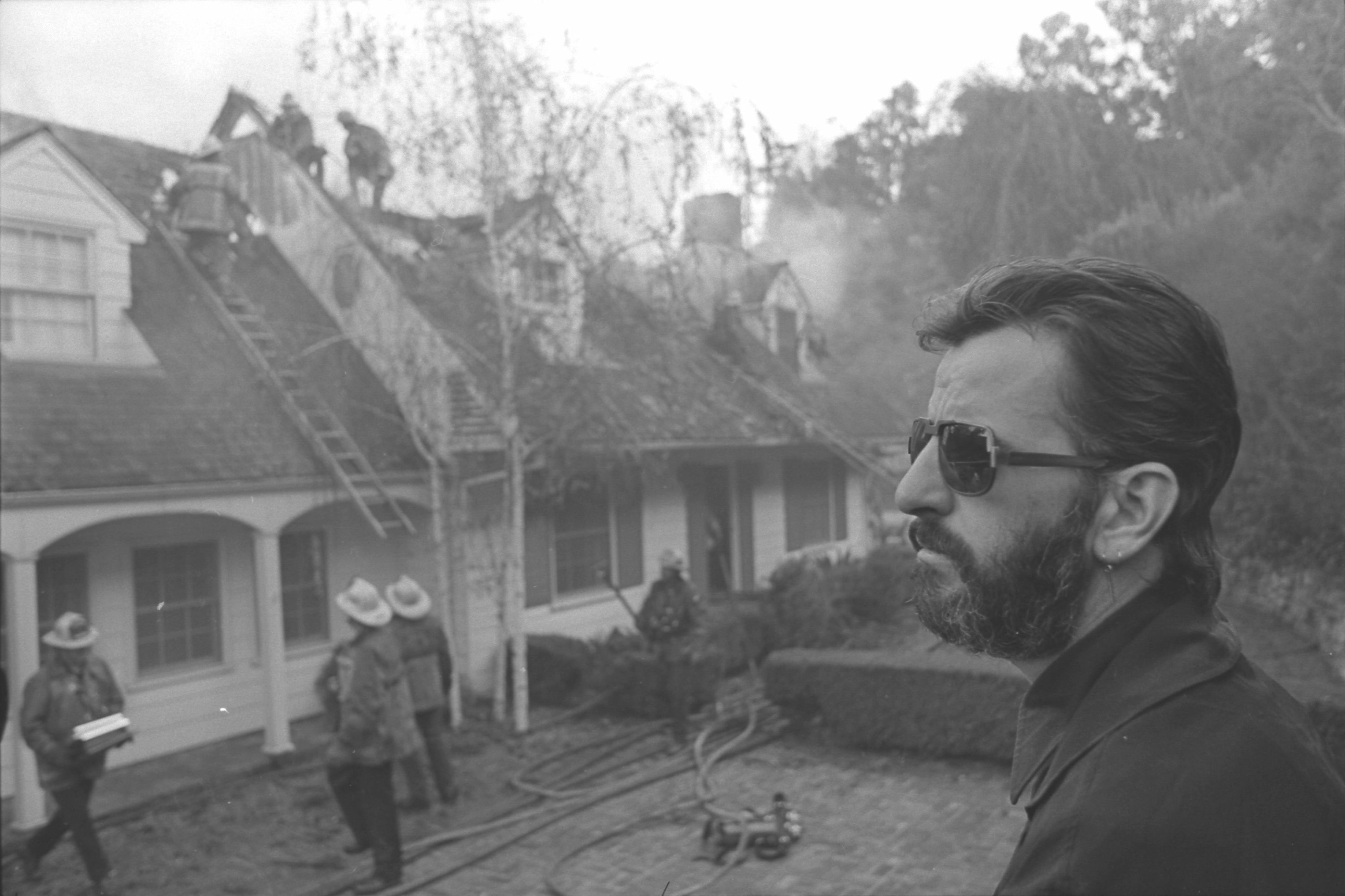
Ringo Starr vor seinem vom Feuer zerstörten Haus, 28. November 1979

1978 hatte Starr keinen Plattenvertrag für Kontinentaleuropa mehr. In dieser Situation begab er sich mit Russ Ballard als Produzent im Juli 1978 in Kopenhagen (Dänemark) ins Studio, um ein neues Album aufzunehmen, das dann aber nicht fertiggestellt wurde. Nach den Fehlschlägen in seiner musikalischen Karriere war Ringo Starr während des Jahres 1979 mit mehreren weiteren Krisen konfrontiert. Im April brach er zusammen und musste sich in Monte-Carlo einer Operation unterziehen. Am 28. November 1979 zerstörte ein Feuer sein Haus in Los Angeles. Starr blieb unverletzt, aber ein großer Teil seiner gesammelten Andenken aus der Beatles-Zeit ging verloren. Andererseits traf er im Februar 1980 zu Dreharbeiten des Kinofilms Caveman seine zukünftige Frau Barbara Bach, die er am 27. April 1981 heiratete. Auf der Hochzeitsfeier waren George Harrison und Paul McCartney anwesend, eines der Hochzeitsbilder zeigt die drei ehemaligen Beatles zusammen. Bereits im Mai 1979 waren Starr, Harrison und McCartney gemeinsam bei der Hochzeit von Eric Clapton und Pattie Boyd Harrison Clapton gewesen und sind dort sogar aufgetreten.
Nach der Ermordung von John Lennon am 8. Dezember 1980 nahm George Harrison das Lied All Those Years Ago, das ursprünglich für Ringo Starr vorgesehen war, als Hommage an John Lennon, wahrscheinlich im März 1981, neu auf. Dazu änderte er den Text und lud Paul und Linda McCartney sowie Denny Laine ein, den Hintergrundgesang beizusteuern. Da Starr schon bei den ursprünglichen Aufnahmen im November 1980 Schlagzeug gespielt hatte, waren bei dieser Aufnahme erstmals alle drei verbliebenen Beatles an einem neuen Lied beteiligt.
Im November 1981 erschien das Album Stop and Smell the Roses, das ebenfalls kein kommerzieller Erfolg wurde (Platz 98 in den US-Charts), obwohl auch McCartney und Harrison mitwirkten. Die ersten Aufnahmen fanden im Juli 1980 in den Super Bear Studios in Frankreich statt, wo Starr mit McCartney als Produzenten die Lieder Private Property, Attention, Sure to Fall (In Love with You) und You Can’t Fight Lightning einspielte. Harrison fungierte im November 1980 als Produzent der von ihm komponierten Lieder Wrack My Brain und You Belong to Me. Am 15. November 1980 hatte sich John Lennon zum letzten Mal mit Ringo Starr im Plaza Hotel in New York getroffen, wo er Starr eine Musikkassette mit vier Liedern überreicht hatte. Es wurden gemeinsame Aufnahmen im Januar 1981 an dem Album Stop and Smell the Roses geplant. Ebenfalls mit dabei war erneut Stephen Stills, dieses Mal als Co-Autor und Produzent des Titels You’ve Got a Nice Way. Auf dem Cover des Albums verarbeitete Ringo Starr seine Trauer um John Lennon. Das folgende Album Old Wave wurde im Juni 1983 nur in wenigen Ländern veröffentlicht, darunter in Deutschland, aber nicht in Großbritannien und den USA.
Ringo Starr wirkte mehrere Jahre nicht mehr als Solo-Interpret, sondern als Gast- und Studiomusiker, unter anderem bei McCartney (Tug of War [1982], Pipes of Peace [1983], Give My Regards to Broad Street [1984] und Flaming Pie [1997]) und Harrison (Somewhere in England [1981] und Cloud Nine [1987]).
Im Fernsehfilm Princess Daisy übernahmen Ringo Starr und seine Ehefrau Barbara Bach eine kleine Nebenrolle. 1984 erschien der Kinofilm Broad Street von und mit Paul McCartney, in dem Starr und seine Ehefrau erneut eine Rolle übernahmen. Im Mai 1985 übernahm er eine kleine Fernsehrolle im Musical Alice im Wunderland (Alice in Wonderland) und sang das Lied Nonsense.
Am 21. Oktober 1985 war Ringo Starr Gast bei Carl Perkins, der in den Limehouse Television Studios in London das Fernsehspecial Blue Suede Shoes: A Rockabilly Session with Carl Perkins and Friends aufnahm; weitere Gastmusiker waren unter anderem George Harrison, Eric Clapton und Dave Edmunds. Ringo Starr spielte Schlagzeug bei mehreren Liedern und sang den Titel Honey Don’t. Das Lied Matchbox wurde von Ringo Starr und Carl Perkins gesungen. Die Fernsehausstrahlung erfolgte im Januar 1986. Eine Veröffentlichung auf CD erfolgte erst im Juni 2006. Im November 1986 wurde das Doppelalbum It’s a Live-In World veröffentlicht, für das Ringo Starr den Titel You Know It Makes Sense beisteuerte.
Zwischen Februar und Mai 1987 begab sich Ringo Starr in zwei Aufnahmestudios (Three Alarm Studios und Sun Studios) in Memphis (USA), um ein neues Album aufzunehmen. Produzent war Chip Moman, der mit Ringo Starr sechzehn Lieder aufnahm, von denen dann fünf Lieder auf Bootlegs veröffentlicht wurden. Im Juli 1988 sollte das neue Album auf den Markt kommen, Ringo Starr verhinderte die Veröffentlichung jedoch durch ein Gerichtsverfahren, das erst im Januar 1990 beendet wurde.
Am 5. und 6. Juni 1987 trat Ringo Starr in der Wembley Arena im Rahmen des Prince’s Trust Concert in London auf und sang das Lied With a Little Help from My Friends, das im August 1987 auf dem Album Recorded Highlights of the Prince’s Trust Concert veröffentlicht wurde. Im Oktober 1988 wurde auf dem Kompilationsalbum Stay Awake: Various Interpretations of Music from Vintage Disney Films das von Ringo Starr gesungene Lied When You Wish upon a Star veröffentlicht. Im Jahr 1988 bekämpften Ringo Starr und seine Ehefrau Barbara Bach ihre Alkoholkrankheit mit Erfolg. Im Februar 1989 wurde mit Starr Struck: Best of Ringo Starr, Vol. 2 das zweite Kompilationsalbum veröffentlicht, das Material ab dem Jahr 1976 enthält.

#### Seit 1989: Musikalischer Neubeginn und Tourneen
Als die britische Fernsehproduzentin Britt Allcroft 1979 an einer Fernsehadaption der Railway Series-Bücher von Wilbert Vere Awdry arbeitete, hörte sie Starrs Stimme im Fernsehen und hielt ihn für einen geeigneten Erzähler der Geschichten. Innerhalb von acht Tagen nahm er alle 26 Episoden der ersten Staffel auf, die 1984 gesendet wurden. Auch die zweite Staffel erzählte er. Als eine US-Fassung für das amerikanische Publikum angefertigt wurde, erzählte Starr 25 Episoden der ersten und 17 der zweiten Staffel neu.
Im amerikanischen Ableger Shining Time Station spielte er in den ersten beiden Staffeln die Hauptrolle des Mr. Conductor. 1990 verließ er die Produktion und wurde von Michael Angelis und George Carlin abgelöst, allerdings sprach er ‚Thomas‘ 2009 erneut im Official BBC Children in Need Medley. Im März 1989 nahm Ringo Starr mit Buck Owens das Lied Act Naturally auf, das im Juli desselben Jahres als Single erschien, sich aber nicht in den Charts platzieren konnte. Ein Video wurde zu dem Lied ebenfalls produziert. Starr hatte den Owens-Hit bereits 1965 für das Beatles-Album Help! aufgenommen.

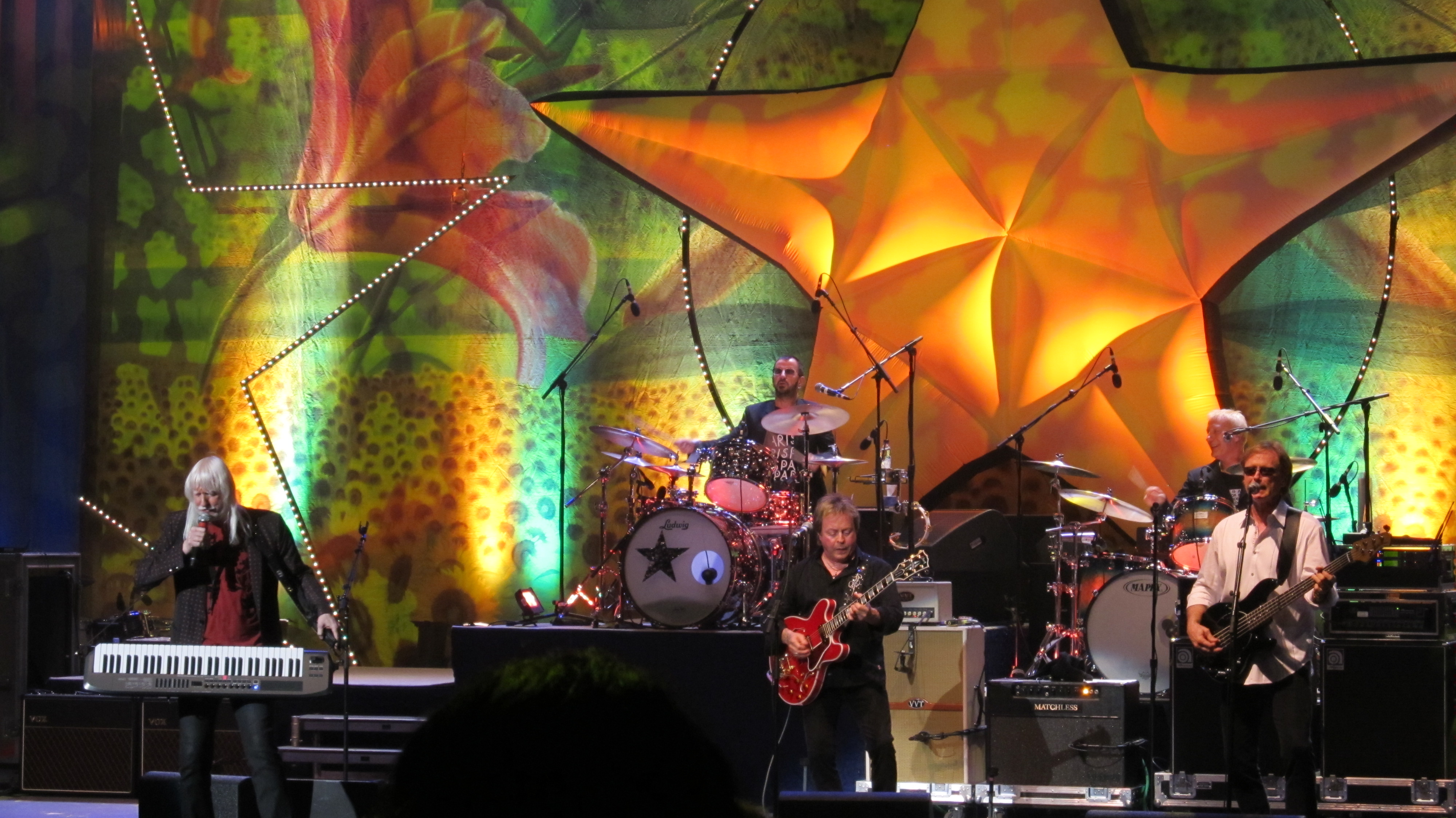
Ringo Starr und die All-Starr Band, 2011

Am 20. Juni 1989 verkündete Ringo Starr im Palladium Theatre in New York, dass er mit Freunden als Ringo Starr and His All-Starr Band auf USA-Tournee gehen werde. Vom 23. Juli bis zum 4. September 1989 gab die All-Starr Band 23 Konzerte. Danach tourte er regelmäßig unter dem Namen ‚Ringo and his All Starr Band‘ mit Gruppen wechselnder Besetzung. So trat er mit Musikern wie Jack Bruce, Peter Frampton, Greg Lake, Gary Brooker, Dave Edmunds, Joe Walsh, Randy Bachman, Nils Lofgren, John Entwistle und zahlreichen anderen auf.
Zwischen 1990 und 2022 veröffentlichte Ringo Starr zwölf Live-Alben. (Ringo Starr and His All-Starr Band [Oktober 1990], Ringo Starr and His All Starr Band Volume 2: Live from Montreux [September 1993], Ringo Starr and His Third All-Starr Band Volume 1 [August 1997], VH1 Storytellers [Oktober 1998], The Anthology… So Far [Juni 2001], King Biscuit Flower Hour Presents Ringo & His New All-Starr Band [August 2002], Extended Versions [Juni 2003], Tour 2003 [März 2004], Ringo Starr: Live at Soundstage [Oktober 2007], Ringo Starr & His All Starr Band Live 2006 [Juli 2008], Live at the Greek Theatre 2008 [Juli 2010], Live at the Greek Theater 2019 [November 2022]).

#### Die 1990er Jahre
Im November 1991 erschien auf dem Soundtrackalbum des Spielfilms Curly Sue das neue Ringo-Starr-Lied You Never Know. Am 6. April 1992 gab George Harrison in der Royal Albert Hall ein Konzert zu Gunsten der Natural Law Party. Ringo Starr spielte bei den beiden letzten Liedern While My Guitar Gently Weeps und Roll Over Beethoven Schlagzeug.
Im Juni 1992 erschien dann nach neunjähriger Pause Starrs neues Studioalbum Time Takes Time, das gute Kritiken erhielt. Das Konzept der Produktion wurde vom Album Stop and Smell the Roses übernommen, da wiederum mehrere Produzenten für das Album engagiert wurden. Einige Lieder des Albums erinnern in Teilen an die Musik der Beatles Mitte der 1960er Jahre und unterscheiden sich somit deutlich von den Vorgängeralben. An die Verkaufszahlen der frühen 1970er Jahre konnte jedoch auch dieses Album nicht anschließen. Die Singleauskopplung Weight of the World schaffte es kurzzeitig in die Charts (Deutschland Platz 51; UK Platz 74). Am 16. April 1993 gab Paul McCartney anlässlich des Earth Day Concert in der Hollywood Bowl (Los Angeles) ein Konzert. Während des letzten Liedes Hey Jude kam unter anderem Ringo Starr auf die Bühne und sang im Chor mit.
Ringo Starr sang auf dem Album Whistling in the Wind von Leon Redbone das Duett My Little Grass Shack, das im April 1994 veröffentlicht wurde. Im Mai 1995 wurde auf dem Kompilationsalbum For the Love of Harry: Everybody Sings Nilsson ein weiteres Duett, hier von Ringo Starr mit Stevie Nicks, mit dem Titel Lay Down Your Arms veröffentlicht. Das Lied stammte von dem im Januar 1994 verstorbenen Harry Nilsson. Im Oktober 1996 wurde von Carl Perkins auf seinem Album Go Cat Go das Duett Honey Don’t mit Ringo Starr veröffentlicht; hierbei handelte es sich um eine Liveaufnahme vom Album Ringo Starr and His All-Starr Band, bei der Carl Perkins nachträglich seinen Gesang hinzumischte. In den Jahren 1994–1996 war Ringo Starr auch an den Arbeiten zum Anthology-Projekt der Beatles beteiligt.
Im August 1998 folgte das kommerziell relativ erfolgreiche Album Vertical Man. Das Konzept der Produktion wurde von den Alben Ringo und Goodnight Vienna übernommen, da wiederum mehrere prominente Musiker Ringo Starr auf dem Album unterstützten. Als Gastmusiker wirkten unter anderem Paul McCartney, George Harrison, Ozzy Osbourne, Steven Tyler und Brian Wilson mit. Ende September bis Oktober 1997 steuerte Paul McCartney in seinem Studio Hintergrundgesang zu La De Da und What in the… World und den Bass zum zweiten Lied bei. George Harrison fügte im Dezember 1997 in seinem Studio die Gitarren zu den Liedern King of Broken Hearts und I’ll Be Fine Anywhere bei. Im Oktober 1999 erschien Starrs Weihnachtsalbum I Wanna Be Santa Claus, bei diesem sind sechs der zwölf Lieder neue Kompositionen, bei denen Ringo Starr einer der Mitkomponisten war.

#### Die 2000er Jahre
Das letzte Treffen von George Harrison mit Paul McCartney und Ringo Starr fand am 12. November 2001 im University Hospital von Staten Island (New York) statt, wo Harrison behandelt wurde. George Harrison verstarb am 29. November 2001. Das Concert for George fand am 29. November 2002 anlässlich des ersten Todestags von George Harrison in der Londoner Royal Albert Hall statt. Bei diesem Konzert traten Freunde und musikalische Weggefährten auf. Bei den Liedern For You Blue, Something, All Things Must Pass und While My Guitar Gently Weeps spielten Paul McCartney und Ringo Starr gemeinsam, Ringo Starr sang zusätzlich die Lieder Photograph und Honey Don’t. Das Livealbum wurde im November 2003 veröffentlicht.
Im März 2003 erschien das Album Ringo Rama, es enthält das Lied Never Without You, das Ringo Starr zum Andenken an George Harrison aufnahm. Im Juni 2003 nahm Ringo Starr mit Jools Holland & his Rhythm & Blues Orchestra das Lied Boys auf, das auf dem Album Jack O the Green Small World Big Band Friends 3 veröffentlicht wurde.

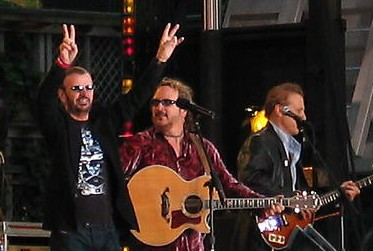
Ringo Starr live, 2005

Choose Love, im Juni 2005 veröffentlicht, wurde, wie die Vorgängeralben seit Vertical Man, von Mark Hudson produziert. Als Gastmusiker wirkten Eric Clapton und Billy Preston mit. Das Kompilationsalbum Photograph: The Very Best of Ringo (August 2007) erreichte in Großbritannien Platz 26, diese Platzierung war nach dem Album Ringo die bis dato zweithöchste. Im Jahr 2006 war Ringo Starr mit der All-Starr Band auf Tournee und er sang das Lied Sweet Little Sixteen als Duett mit Jerry Lee Lewis, das im Oktober 2006 auf dem Album Last Man Standing von Jerry Lee Lewis veröffentlicht wurde. Im Januar 2008 erschien Starrs Album Liverpool 8, das von Dave Stewart produziert wurde. Es stellt eine Hommage an seine Heimatstadt Liverpool dar. Im Vorfeld verkündete Starr das Ende der Zusammenarbeit mit Mark Hudson und den „Roundheads“.
Nach einem gemeinsamen Auftritt mit Paul McCartney bei einem Benefizkonzert in New York am 4. April 2009 wurde berichtet, dass beide wieder musikalisch zusammenarbeiten wollen. Im Januar 2010 erschien Starrs 15. Studioalbum Y Not, bei dem er erstmals auch als Produzent fungierte. Am Album wirkten unter anderem Paul McCartney, Joe Walsh, Van Dyke Parks und Joss Stone mit. Bereits im Dezember 2009 war die Single Walk With You – ein Duett von Starr und McCartney – als Vorabauskopplung veröffentlicht worden. Das Lied The Other Side of Liverpool ist die zweite Hommage an Starrs Heimatstadt mit teilweise autobiografischem Text.

#### Die 2010er Jahre
Im Februar 2010 bekam Ringo Starr – nach John Lennon und George Harrison – einen Stern auf dem Walk of Fame in Hollywood. Am 7. Juli 2010 spielte Ringo Starr mit der All-Starr Band an seinem 70. Geburtstag in der Radio City Music Hall in New York, gegen Ende des Konzerts kam Paul McCartney auf die Bühne und beide spielten zusammen das Lied Birthday.

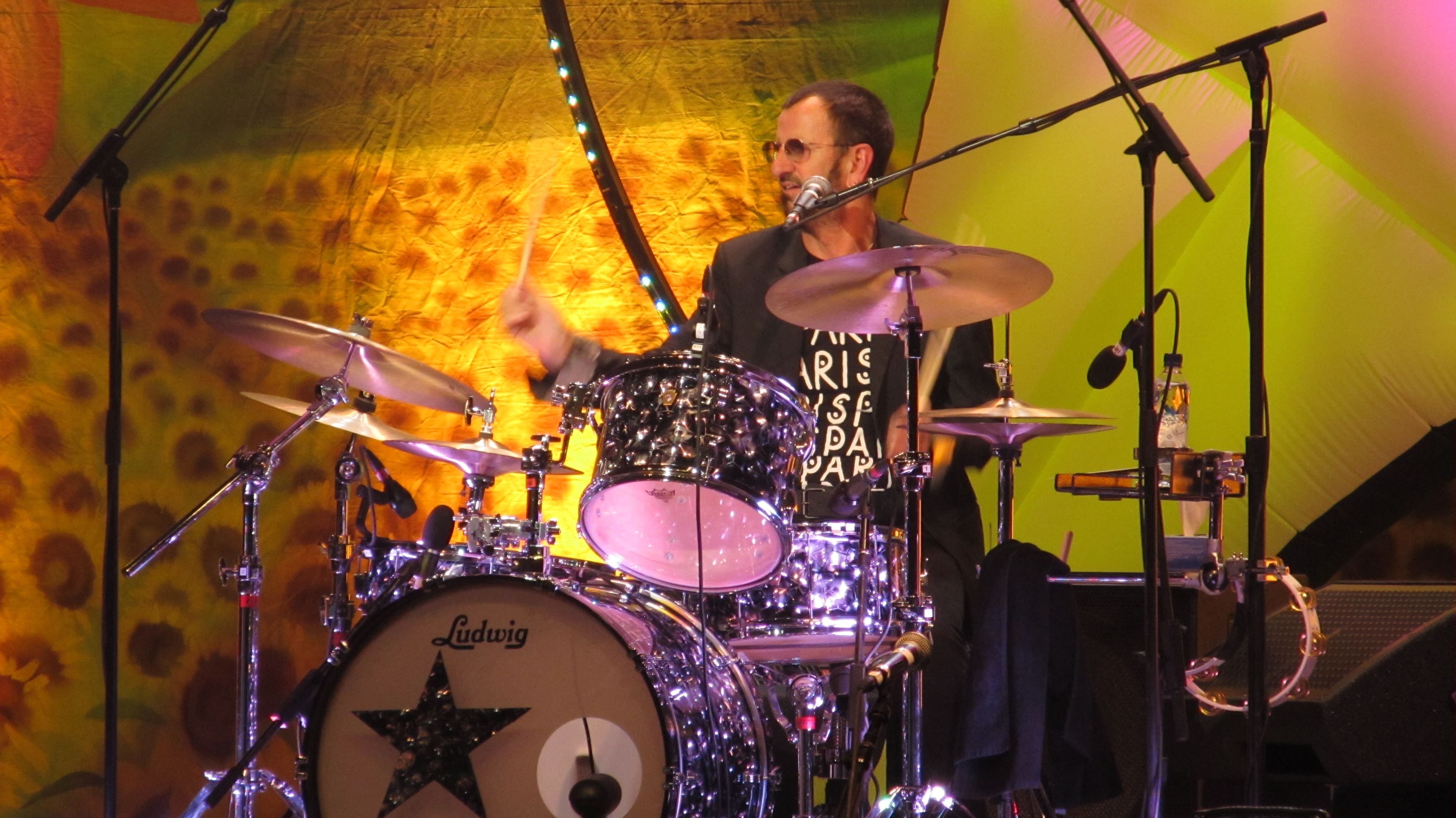
Ringo Starr beim Konzert der All-Starr Band in Paris, 26. Juni 2011

Im Sommer 2011 ging Starr mit seiner All Starr Band erstmals nach 13 Jahren wieder auf Europa-Tournee. Am 7. Juli feierte er seinen 71. Geburtstag in Hamburg mit dem ersten von insgesamt fünf Deutschlandkonzerten der Tournee. Im Januar 2012 erschien das Studioalbum mit dem Titel Ringo 2012. Der Titel des Albums Ringo 2012 ist eine Anspielung auf den Namen des Albums Ringo aus dem Jahre 1973. Das Lied In Liverpool ist die dritte Hommage wiederum mit teilweise autobiografischen Text.
Paul McCartney und Ringo Starr spielten live am 26. Januar 2014 bei den Grammy Awards 2014 im Staples Center in Los Angeles das McCartney-Lied Queenie Eye. Starr und McCartney traten 27. Januar 2014 erneut gemeinsam bei The Night That Changed America: A Grammy Salute to The Beatles in Los Angeles auf. Das Konzert wurde am 9. und 12. Februar 2014 von CBS ausgestrahlt. Sie spielten gemeinsam die Lieder With a Little Help from My Friends und Hey Jude.
Im März 2015 erschien Starrs Studioalbum Postcards from Paradise, das mit Rory and the Hurricanes die vierte Hommage an seine Jugend enthält. In einem Interview erwähnte Starr, dass mehrere Buchverlage eine Autobiografie von ihm veröffentlichen möchten, doch sei die Bedingung, sich thematisch auf die Zeit mit den Beatles zu fokussieren. Das sei der Grund, warum er Ausschnitte seines Lebens musikalisch verarbeite. Im April 2015 wurde Ringo Starr als letzter Beatle in die Rock and Roll Hall of Fame aufgenommen; die Einführungsrede hielt Paul McCartney. Im Dezember 2015 erschien das Starr-Tributalbum Ringo Starr: The Lifetime of Peace & Love Tribute Concert, bei dem Starr die Lieder Photograph, Boys und With a Little Help from My Friends singt, weitere Künstler waren unter anderen Ben Harper und Joe Walsh. Das Konzert fand im Januar 2014 statt.
Im September 2017 erschien Ringo Starrs Studioalbum Give More Love, bei dem erneut Paul McCartney musikalisch mitwirkte. Im November 2017 kündigte er seine erste Europa-Tournee seit sieben Jahren an. Im Juni 2018 erfolgten u. a. Auftritte in Flensburg, Hamburg, Berlin und Zwickau. Im April 2018 wurde bekannt gegeben, dass die Firma BMG Rights Management die Veröffentlichungsrechte aller Ringo-Starr-Lieder übernahm.
Ringo Starr spielte mit Paul McCartney am 16. Dezember 2018 in der O2 Arena in London das Lied Get Back und am 13. Juli 2019 im Dodgers Stadium in Los Angeles die Lieder Sgt. Pepper’s Lonely Hearts Club Band (Reprise) und Helter Skelter während zweier McCartney-Konzerte.
Im Oktober 2019 erschien Ringo Starrs 20. Studioalbum What’s My Name, Starr und McCartney spielten für das Album die Lennon-Komposition Grow Old with Me ein.

#### Die 2020er Jahre
Ringo Starr feierte am 7. Juli 2020 seinen 80. Geburtstag über seinen YouTube-Kanal mit musikalischen Gastbeiträgen von Paul McCartney, Joe Walsh, Gary Clark Jr., Sheryl Crow, Sheila E. und Ben Harper.
Am 17. Dezember 2020 veröffentlichte Ringo Starr seine Single Here’s to the Nights mit Paul McCartney, Sheryl Crow, FINNEAS, Dave Grohl, Ben Harper, Lenny Kravitz, im März 2021 folgte eine EP mit dem Titel Zoom In. Am 13. August 2021 veröffentlichte Starr seine neue Single Let’s Change The World, die ein Lied seiner neuen EP Change the World ist, die am 24. September erschien.
Die im Oktober 2021 veröffentlichten Pandora Papers führen Ringo Starr als einen von vielen Prominenten auf, die mit Offshore-Finanzkonstrukten Steuerflucht (wenn nicht Steuerhinterziehung) begingen.
An der im November 2021 veröffentlichten Filmdokumentation The Beatles: Get Back war Starr zusammen mit Paul McCartney, Yoko Ono, Olivia Harrison, Peter Jackson und Weiteren als Produzent beteiligt.

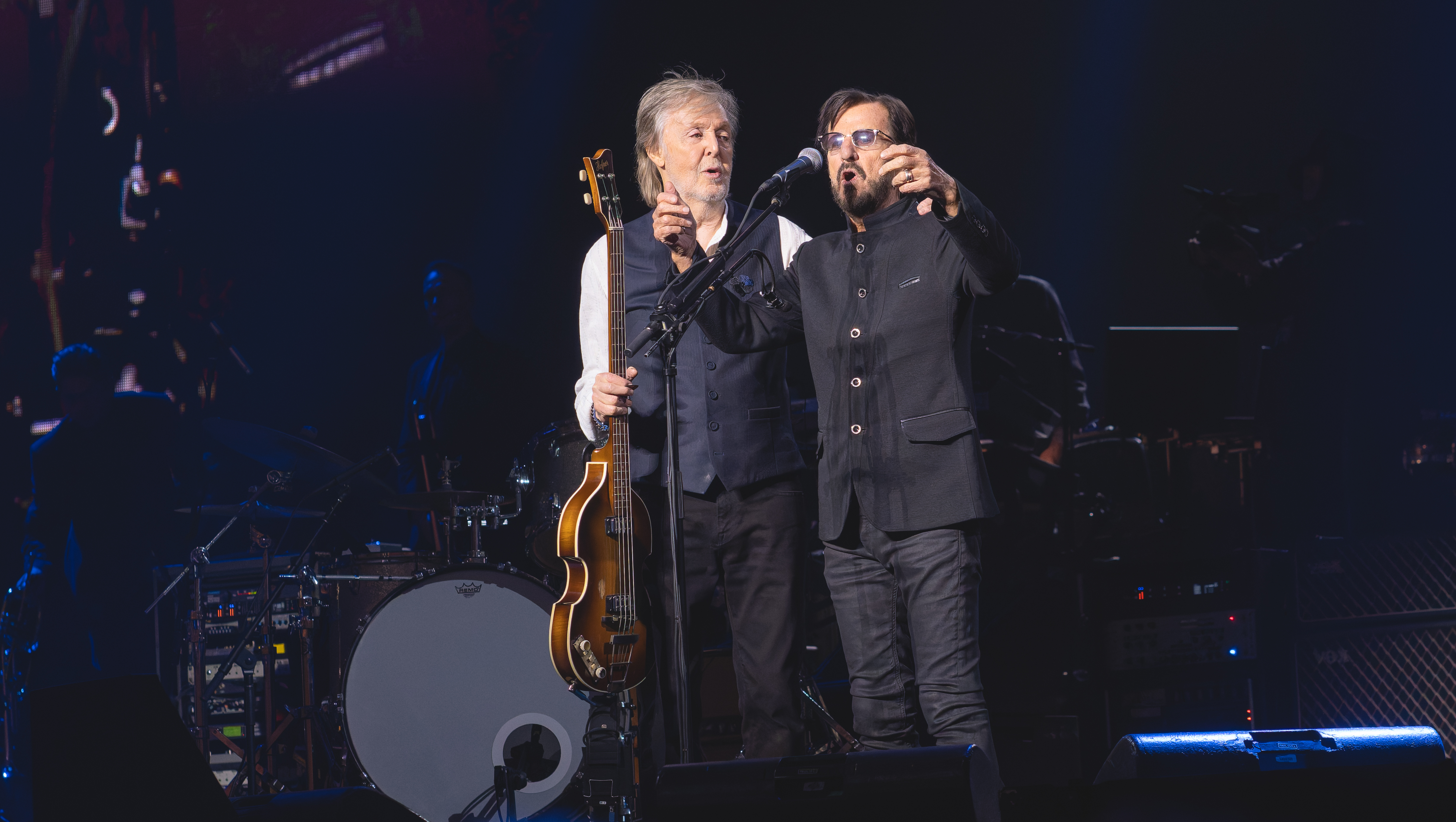
McCartney und Starr am 19. Dezember 2024 in der O2 Arena in London

Ringo Starr begab sich von Mai bis Oktober 2022 auf eine Nordamerika-Tour. Am 16. September 2022 erschien seine dritte EP mit dem Titel EP3, am 25. November folgte sein zwölftes Livealbum Live at the Greek Theater 2019. Ringo Starr und Paul McCartney wirkten 2023 musikalisch bei der Dolly-Parton-Version von Let It Be mit. McCartney schrieb auch ein Lied für Starrs vierte EP Rewind Forward, die am 13. Oktober 2023 erschien. Nachdem Ringo Starr im Mai und Juni 2023 eine US-Tour absolviert hatte, folgte im September und Oktober eine weitere US-Tour. Weitere Tourneen folgten im Mai/Juni und September 2024.
Die fünfte EP von Ringo Starr Crooked Boy erschien am 20. April 2024 anlässlich des Record Store Days in limitierter Auflage. Ringo Starr und Paul McCartney spielten am 19. Dezember 2024 in der O2 Arena in London die Lieder Sgt. Pepper’s Lonely Hearts Club Band und Helter Skelter. Am 10. Januar 2025 erschien Starrs Country-Album Look Up. Am 10. März 2025 wurde ein Special der beiden Benefizkonzerte vom 14. und 15. Januar unter dem Titel Ringo & Friends at the Ryman auf Paramount+ und CBS verfügbar gemacht. Mitwirkende Musiker der Konzerte waren unter anderen Jack White, Sheryl Crow, Emmylou Harris, Larkin Poe, Brenda Lee und Molly Tuttle. 
Am 27. März 2025 erschien die Benefizsingle With A Little Help from My Friends (Live At The Ryman), dessen Erlöse für den LA Fire Relief verwendet wurden.

## Familie
1965 heiratete Starr seine Freundin Maureen Cox, die er noch aus der Liverpooler Zeit kannte und mit der er eine Tochter und zwei Söhne bekam. Seine Londoner Wohnung hatte er am Montagu Square. Die Ehe wurde 1975 geschieden. 1981 heiratete Starr die amerikanische Schauspielerin Barbara Bach. Sein Sohn Zak Starkey ist ebenfalls Schlagzeuger; er war kurze Zeit bei Oasis und war Mitglied von The Who.

## Instrumente und Einfluss
Ringo Starr spielte bei seinem Einstieg bei den Beatles 1962 ein Schlagzeug der Marke Premier. Sein Modell „54“ (Royal Ace) hatte kleinere Abmessungen: Es verfügte über eine 20″ × 17″-Bassdrum, ein 12″ × 8″-Hängetom, ein 16″ × 20″-Standtom und eine 14″ × 4″-Snare. Dieses Set zählte zu den günstigeren Modellen des Herstellers. Ergänzt wurde es durch einen Beckensatz der „Zyn“-Serie, ebenfalls von Premier.

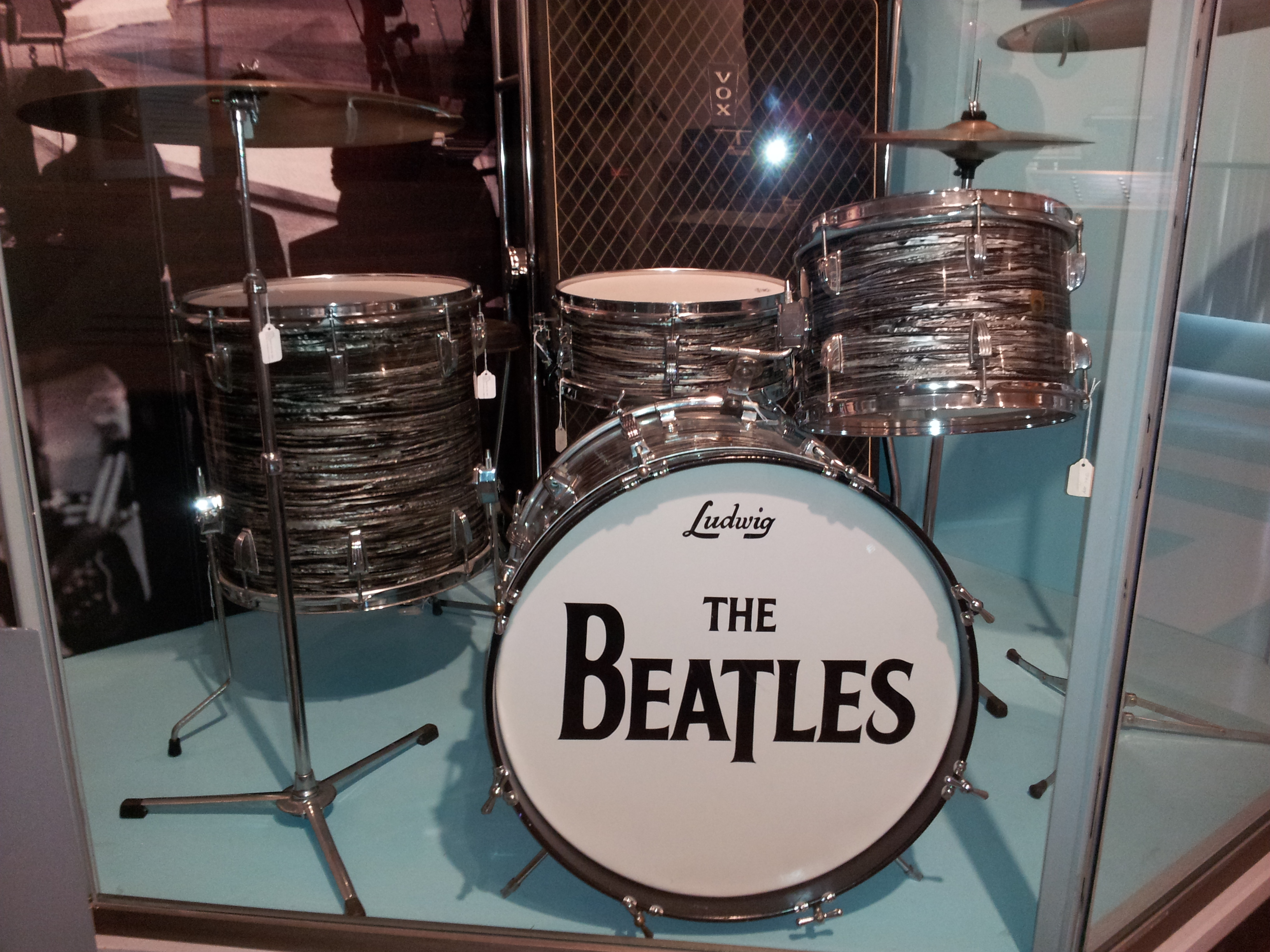
Ludwig-Schlagzeug-Set

Gegen Ende April 1963 wollte Starr zu einem besseren Modell wechseln. Die Wahl eines Schlagzeugs von Ludwig kam dann eher zufällig zustande, da das Geschäft „Drum City“ kein schwarzes Schlagzeug vorrätig hatte. Der Verkäufer zeigte Starr daraufhin ein Farbmuster von Ludwig in der Farbe „Black Oyster Pearl“, das diesem so gut gefiel, dass er sich für diesen Hersteller entschied. Beim neuen Ludwig-Set wurden ebenfalls verhältnismäßig kleine Kessel gewählt: Eine 20″-Bassdrum, ein 12″ × 8″-Hängetom und ein 14″ × 14″-Standtom. Der Grund war, dass Ringo Starr hinter einem kleineren Schlagzeug größer wirkte und auf der Bühne besser gesehen werden konnte. Bei Aufnahmen zu einem Fernsehauftritt am 12. Mai 1963 kam das neue Schlagzeug erstmals zum Einsatz.

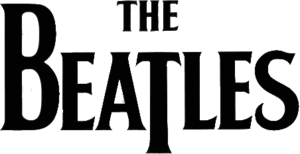
Das Beatles-Logo, wie es auf Ringos Bass-Drum des Ludwig-Sets zu sehen war

Mit dem neuen Schlagzeug kam auch das bekannte Logo der Beatles. Brian Epstein war der Schriftzug Ludwig auf der Bassdrum aufgefallen und er verlangte, dass der Name The Beatles auch dort stehen müsse und zwar größer. Ivor Arbiter, der Besitzer von „Drum City“, skizzierte dann einen groben Entwurf eines Logos. Arbiter erinnert sich, dass er den Zeichenmaler Eddie Stokes damit beauftragte, ein Beatles-Logo auf das Resonanzfell der Großen Trommel zu malen. Stokes nahm die Skizze als Anregung und entwickelte daraus das endgültige Logo.
Im Mai 1964 wechselte Ringo Starr zu größeren Trommeln. Sein neues Set, ebenfalls in der Farbe „Black Oyster Pearl“ hatte nun eine 22″ × 14″-Bassdrum, ein 13″ × 9″-Hängetom und ein 16″ × 16″-Standtom. Etwa gegen Ende 1968 wechselte Ringo Starr zu einem Ludwig „Hollywood“-Set in Holzoptik (Ahornkessel klar lackiert), das nun mit einem zusätzlichen 12″ × 8″-Hängetom ausgestattet war. Der Beckensatz wurde nun durch ein weiteres Becken ergänzt. Dieses Set spielte Ringo Starr später unter anderem bei gemeinsamen Aufnahmen mit Marc Bolans T. Rex und Jahrzehnte später bei den Auftritten mit seinen Allstar-Bands.
Der große Erfolg der Beatles hatte einen positiven Effekt auf die Verkaufszahlen von Ludwig, denn viele Gruppen orientierten sich an den Beatles und benutzten Instrumente derselben Hersteller. So wurde ein Ludwig-Set in den 1960er Jahren und bis in die 1980er Jahre hinein zum gefragtesten und meistgespielten Schlagzeug. Für seine Verdienste um die Firma Ludwig zeichnete diese Ringo Starr im September 1964 mit einer goldüberzogenen Snare Drum aus. Anlässlich des 70. Geburtstags von Ringo Starr war diese Trommel vom Juli bis zum Dezember 2010 Teil einer Ausstellung im Museum of Modern Art in New York.
Gleichzeitig mit dem Wechsel von Premier zu Ludwig erfolgte ein Wechsel des Beckenherstellers. Es wurde zunächst ein Beckensatz der Schweizer Firma Paiste verwendet, bevor Ringo Starr im Februar 1964 während der ersten USA-Tour der Beatles die Becken des Herstellers Zildjian entdeckte. Die Paiste-Becken wurden in den folgenden Jahren nach und nach durch Zildjian-Becken ersetzt.

## Tonstudio
Ringo Starr übernahm 1973 von John Lennon das Anwesen Tittenhurst Park bei Ascot in England, das mit einem Tonstudio ausgestattet war. Er benannte das Studio in Startling Studios um und stellte es anderen Musikern zur Verfügung. Unter anderen wurden dort die Alben Unleashed in the East und British Steel von Judas Priest aufgenommen bzw. fertiggestellt. 1988 verkaufte er das gesamte Anwesen an Scheich Zayed bin Sultan Al Nahyan, den Emir von Abu Dhabi.

## Schauspielerische Tätigkeit
Starr war Schauspieler in mehreren Filmen wie Candy (1968), Magic Christian (1969, mit Peter Sellers), Blindman (1971), 200 Motels (1971), Son of Dracula (1974), Sextette (1978, mit Tony Curtis, Keith Moon und Mae West) und Caveman (1981). In diesem Film lernte er auch seine spätere Frau Barbara Bach kennen, mit der er 1984 in Paul McCartneys Spielfilm Broad Street auftrat. Es folgte ein Mini-Auftritt in Wasser (1985) mit George Harrison und Eric Clapton. Starr arbeitete auch an den Kinderfernsehsendungen Shining Time Station und Thomas the Tank Engine and Friends. In der Zeichentrickserie Die Simpsons tauchte er in der Folge „Marges Meisterwerk“ (original: „Brush with Greatness“) als er selbst auf. Im Film Popstar: Never Stop Never Stopping aus dem Jahr 2016 des Comedy-Trios The Lonely Island hatte er einen Cameo-Auftritt.

### Spielfilme
- 1964: Yeah! Yeah! Yeah!
- 1965: Hi-Hi-Hilfe! (Help!)
- 1967: Magical Mystery Tour
- 1968: Candy
- 1969: Let It Be
- 1969: Magic Christian (The Magic Christian)
- 1971: 200 Motels
- 1971: Blindman, der Vollstrecker (Blindman)
- 1973: That’ll be the Day
- 1974: Son of Dracula
- 1975: Lisztomania
- 1978: Sextette
- 1981: Caveman – Der aus der Höhle kam (Caveman)
- 1983: Princess Daisy
- 1984: Broad Street (Give My Regards to Broad Street)
- 1985: Alice in Wonderland (TV-Musical)

Dokumentarfilm
- 2021: The Beatles: Get Back

### Sonstiges
- 1971: The Point – (Animationsfilm, Ringo Starr ist nur Sprecher, DVD Veröffentlichung: 2004)
- 1972: Born to Boogie – (Film über Marc Bolan, DVD Veröffentlichung: 2006)
- 1978: Ringo - (Fernsehfilm/Show, keine DVD/VHS-Videokassette Veröffentlichung)
- 1984/1985: The Classic Adventures of Thomas & Friends First Series – (Ringo Starr ist nur Sprecher, DVD Veröffentlichung: 2004)
- 1985/1986: The Classic Adventures of Thomas & Friends Second Series – (Ringo Starr ist nur Sprecher, DVD Veröffentlichung: 2004)
- 2004: Carl Perkins and Friends: Blue Suede Shoes: A Rockabilly Session (Die Aufzeichnung erfolgte am 21. Oktober 1985)
- 2008: John, Paul, Tom & Ringo: The Tomorrow Show – Ringo Starr Interview (ausgestrahlt am 25. November 1981); die DVD enthält zwei weitere Fernsehinterviews mit John Lennon und Paul McCartney
- 2017: Change Begins Within „A Benefit Concert for The David Lynch Foundation“ Konzertfilm vom 4. April 2009 in der New Yorker Radio City Music Hall – drei Titel mit Ringo Starr, With a Little Help from My Friends mit Starr und Paul McCartney sowie zwei weitere Lieder, bei denen Starr mitwirkt (auch mit Sheryl Crow, Donovan, Eddie Vedder, Moby, Ben Harper etc.)

## Soziales Engagement
- Auftritt beim Benefiz-Konzert Konzert für Bangladesch am 1. August 1971 im Madison Square Garden in New York City. Ringo Starr unterstützte gemeinsam mit Bob Dylan (der ihn und die anderen Beatles im Sommer 1964 mit dem Rauchen von Marihuana vertraut gemacht hatte[57]) den Organisator des Konzerts George Harrison, um Geld für die Hungernden in Bangladesch zu sammeln.
- Auftritt beim Benefiz-Konzert „Change Begins Within“ der David Lynch Foundation for Consciousness-Based Education and World Peace am 4. April 2009 in der Radio City Music Hall, New York City, unter anderem mit Paul McCartney, Donovan, Ben Harper und Sheryl Crow. Mit den Konzerteinnahmen will die Stiftung sozial benachteiligten Kindern die Möglichkeit geben, Transzendentale Meditation zu erlernen.[58][59][60]

## Ehrungen

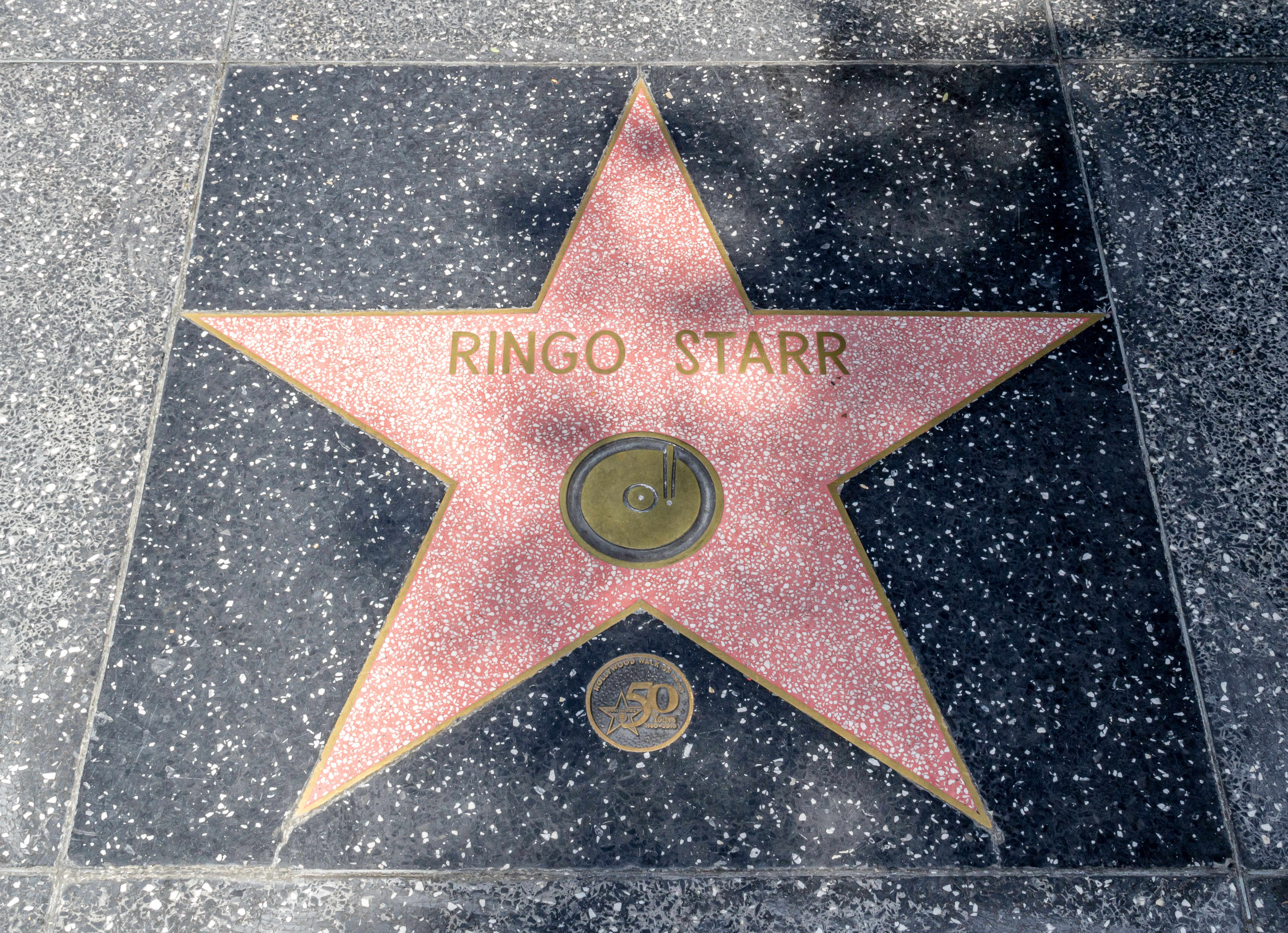
Stern für Ringo Starr auf dem Hollywood Walk of Fame

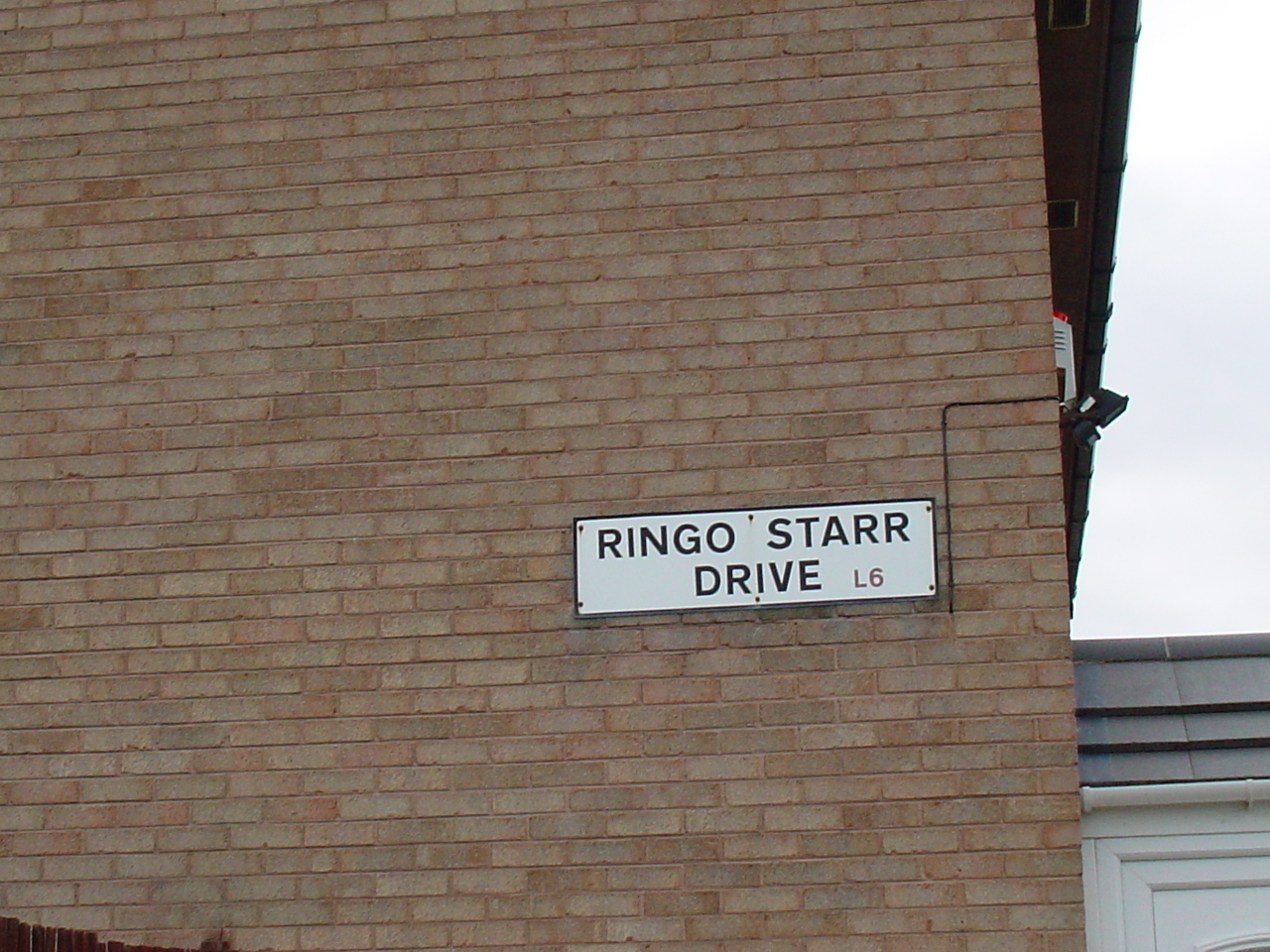
Ringo Starr Drive in Liverpool

Bei den Birthday Honours 1965 wurde ihm gemeinsam mit den anderen Mitgliedern der Beatles der Orden Member of the Order of the British Empire (MBE) verliehen.
Neben zahlreichen Auszeichnungen für sein politisches und soziales Engagement erhielt Ringo Starr am 24. September 2013 den Titel eines Commandeur de l’Ordre des Arts et des Lettres (Kommandeur des Ordens für Kunst und Literatur).
1990 wurde der Asteroid (4150) Starr nach ihm benannt. Die Musikzeitschrift Rolling Stone listete Starr im Jahr 2016 auf Rang 14 der 100 größten Schlagzeuger aller Zeiten.
Bei der alljährlichen Neujahresehrung der Queen wurde Starr im Januar 2018 als Knight Bachelor in den Ritterstand erhoben und führt somit seither den Namenszusatz „Sir“. Den Ritterschlag erhielt er am 20. März 2018 von Prinz William.
Die Schlagzeuger Vinnie Colaiuta, Mike Portnoy, Stewart Copeland, Dave Grohl und Chad Smith äußerten sich respektvoll zu Starrs Schlagzeugspiel.
Am 7. Mai 2022 verlieh ihm das Berklee College of Music die Ehrendoktorwürde.

## Diskografie
Alben

| Jahr | Titel                    | Höchstplatzierung, Gesamtwochen/‑monate, AuszeichnungChartplatzierungen (Jahr, Titel, Platzierungen, Wochen/Monate, Auszeichnungen, Anmerkungen) | Höchstplatzierung, Gesamtwochen/‑monate, AuszeichnungChartplatzierungen (Jahr, Titel, Platzierungen, Wochen/Monate, Auszeichnungen, Anmerkungen) | Höchstplatzierung, Gesamtwochen/‑monate, AuszeichnungChartplatzierungen (Jahr, Titel, Platzierungen, Wochen/Monate, Auszeichnungen, Anmerkungen) | Höchstplatzierung, Gesamtwochen/‑monate, AuszeichnungChartplatzierungen (Jahr, Titel, Platzierungen, Wochen/Monate, Auszeichnungen, Anmerkungen) | Höchstplatzierung, Gesamtwochen/‑monate, AuszeichnungChartplatzierungen (Jahr, Titel, Platzierungen, Wochen/Monate, Auszeichnungen, Anmerkungen) | Anmerkungen                              |
| Jahr | Titel                    | DE | AT | CH | UK | US | Anmerkungen                              |
| ---- | ------------------------ | --- | --- | --- | --- | --- | ---------------------------------------- |
| 1970 | Sentimental Journey      | — | — | — | UK7 (6 Wo.)UK | US22 (14 Wo.)US | Erstveröffentlichung: 27. März 1970      |
| 1970 | Beaucoups of Blues       | — | — | — | — | US65 (15 Wo.)US | Erstveröffentlichung: 25. September 1970 |
| 1973 | Ringo                    | DE28 (7 Mt.)DE | — | — | UK7 Gold · (20 Wo.)UK | US2 Platin · (37 Wo.)US | Erstveröffentlichung: 2. November 1973   |
| 1974 | Goodnight Vienna         | DE39 (1 Mt.)DE | AT8 (4 Wo.)AT | — | UK30 Silber · (2 Wo.)UK | US8 Gold · (25 Wo.)US | Erstveröffentlichung: 15. November 1974  |
| 1976 | Ringo’s Rotogravure      | — | AT10 (4 Wo.)AT | — | — | US28 (9 Wo.)US | Erstveröffentlichung: 17. September 1976 |
| 1977 | Ringo the 4th            | — | — | — | — | US162 (6 Wo.)US | Erstveröffentlichung: 26. September 1977 |
| 1977 | Scouse the Mouse         | DE— n.v.DE | AT— n.v.AT | CH— n.v.CH | — | US— n.v.US | Erstveröffentlichung: 9. Dezember 1977   |
| 1978 | Bad Boy                  | — | — | — | — | US129 (6 Wo.)US | Erstveröffentlichung: 17. April 1978     |
| 1981 | Stop and Smell the Roses | — | AT13 (4 Wo.)AT | — | — | US98 (12 Wo.)US | Erstveröffentlichung: 26. Oktober 1981   |
| 1983 | Old Wave                 | — | — | — | UK— n.v.UK | US— n.v.US | Erstveröffentlichung: 16. Juni 1983      |
| 1992 | Time Takes Time          | — | AT19 (1 Wo.)AT | — | — | — | Erstveröffentlichung: 22. Mai 1992       |
| 1998 | Vertical Man             | DE59 (4 Wo.)DE | — | — | UK85 (1 Wo.)UK | US61 (4 Wo.)US | Erstveröffentlichung: 16. Juni 1998      |
| 1999 | I Wanna Be Santa Claus   | — | — | — | — | — | Erstveröffentlichung: 18. Oktober 1999   |
| 2003 | Ringo Rama               | — | — | — | — | US113 (2 Wo.)US | Erstveröffentlichung: 24. März 2003      |
| 2005 | Choose Love              | — | — | — | — | — | Erstveröffentlichung: 7. Juli 2005       |
| 2008 | Liverpool 8              | DE94 (1 Wo.)DE | AT71 (2 Wo.)AT | — | UK91 (1 Wo.)UK | US94 (2 Wo.)US | Erstveröffentlichung: 14. Januar 2008    |
| 2010 | Y Not                    | DE75 (1 Wo.)DE | — | — | — | US58 (2 Wo.)US | Erstveröffentlichung: 12. Januar 2010    |
| 2012 | Ringo 2012               | DE69 (1 Wo.)DE | AT75 (1 Wo.)AT | — | — | US80 (2 Wo.)US | Erstveröffentlichung: 30. Januar 2012    |
| 2015 | Postcards from Paradise  | — | — | — | — | US99 (1 Wo.)US | Erstveröffentlichung: 27. März 2015      |
| 2017 | Give More Love           | DE69 (1 Wo.)DE | AT65 (1 Wo.)AT | CH51 (1 Wo.)CH | — | US128 (1 Wo.)US | Erstveröffentlichung: 14. September 2017 |
| 2019 | What’s My Name           | DE40 (2 Wo.)DE | AT43 (1 Wo.)AT | CH50 (1 Wo.)CH | UK99 (1 Wo.)UK | US127 (1 Wo.)US | Erstveröffentlichung: 25. Oktober 2019   |
| 2025 | Look Up                  | DE14 (1 Wo.)DE | AT14 (1 Wo.)AT | CH7 (3 Wo.)CH | UK79 (1 Wo.)UK | US147 (1 Wo.)US | Erstveröffentlichung: 10. Januar 2025    |

grau schraffiert: keine Chartdaten aus diesem Jahr verfügbar

## Bücher von Ringo Starr
- The Beatles: The Beatles Anthology. Ullstein, München 2000, ISBN 3-550-07132-9.
- Ringo Starr: Postcards from the Boys. Schwarzkopf und Schwarzkopf, Berlin 2004, ISBN 3-89602-657-7 (Postkarten von John Lennon, Paul McCartney und George Harrison mit Kommentaren von Ringo Starr).
- Ringo Starr: Painting Is My Madness – The Art of Ringo Starr. 2008.
- Ringo Starr, Ben Cort: Octopus’s Garden. Simon & Schuster Children’s, London 2013, ISBN 978-1-4711-2117-3. (von Ben Cort illustriert, wird die Geschichte des von Ringo Starr geschriebenen Liedes dargestellt. Beiliegend ist eine CD, die von Ringo Starr eine Einleitung zum Buch, eine Neuaufnahme des Liedes Octopus’s Garden, eine Beschreibung des Liedes sowie eine Instrumentalversion von Octopus’s Garden enthält)
- Ringo Starr: Photograph. Genesis Publications, ISBN 978-1-905662-33-3 (Fotobuch von Ringo Starr. Veröffentlichung im Download-Format im Juni 2013, Veröffentlichung als Buch im September 2015).
- Ringo Starr: Another Day In The Life. Genesis Publications, 2019, ISBN 978-1-905662-58-6 (Fotobuch von Ringo Starr).

## Tourneen

### Tourneen der Ringo Starr & His All-Starr Band
Die Ringo Starr & His All-Starr Band trat bisher (Stand Mai 2025) in 16 verschiedenen Formationen auf, folgende Tourneen wurden bisher absolviert:
- 23. Juli 1989 bis 8. November 1989 (Formation 1)[68]
- 2. Juni 1992 bis 6. September 1992, 23. Oktober 1992 (Formation 2)[69]
- 14. Juni 1995 bis 23. August 1995 (Formation 3)[70]
- 28. April 1997 bis 7. Juni 1997 (Formation 4)[71]
- 7. August 1998 bis 5. September 1998 (Formation 4)[72]
- 12. Februar 1999 bis 28. März 1999 (Formation 5)[73]
- 12. Mai 2000 bis 1. Juli 2000 (Formation 6)[74]
- 26. Juli 2001 bis 2. September 2001 (Formation 7)[75]
- 24. Juli 2003 bis 7. September 2003 (Formation 8)[76]
- 14. Juni 2006 bis 20. Juli 2006 (Formation 9)[77]
- 19. Juni 2008 bis 2. August 2008 (Formation 10)[78]
- 24. Juni 2010 bis 7. August 2010 (Formation 11)[79]
- 4. Juni 2011 bis 17. Juli 2011 (Formation 11)[80]
- 1. November bis 20. November 2011 (Formation 11)[81]
- 7. Februar 2013 bis 1. März 2013 und 29. Oktober 2013 bis 23. November 2013 (Formation 12)[82]
- 6. Juni 2014 bis 19. Juli 2014 (Formation 12)[83]
- 2. Oktober 2014 bis 23. Oktober 2014 (Formation 12)[84]
- 13. Februar 2015 bis 15. März 2015 (Formation 12)[85]
- 1. Oktober 2015 bis 31. Oktober 2015 (Formation 12)[86]
- 3. Juni 2016 bis 2. Juli 2016 (Formation 12)[87]
- 13. Oktober 2017 bis 16. November 2017 (Formation 12)[88]
- 2. Juni 2018 bis 29. September 2018[89]
- 21. März 2019 bis 1. September 2019 (Formation 13)[90]
- 27. Mai 2022 bis 10. Juni 2022 (Formation 14)[91]
- 8. September 2022 bis 12. Oktober 2022 (Formation 14)[92]
- 19. Mai 2023 bis 17. Juni 2023 (Formation 15)[93]
- 17. September 2023 bis 13. Oktober 2023 (Formation 15)[94]
- 22. Mai 2024 bis 6. Juni 2024 (Formation 16)[95]
- 12. September 2024 bis 25. September 2024 (Formation 16)[96]